# Généalogie de la famille Chabot
Cette page présente la généalogie détaillée de la famille de Chabot.

## Arbre généalogique
```
Pierre I
er
 Chabot (vers 965 – vers 1030), seigneur des fiefs Chabot
x Béatrice de 
Pierre-Buffière

│
└──> Guillaume I
er
 Chabot (vers 990 – 1040)
     x Mahaut de 
Lusignan
 (vers 995 – ????)
     │
     ├──> Lézin Chabot (vers 1015 – ????)
     │    x …
     │    │
     │    └──> Ithier Chabot (???? – 1080)
     │         x Guillemette de Mata-
Angoulême

     │         │
     │         ├──>Édette Chabot
     │         │    x Jean de 
Montbazon
, 
seigneur de Montbazon

     │         │
     │         └──> Ferry Chabot
     │              x…
     │              │
     │              └──>Antoinette Chabot
     │                   x… de Châteaumur
     │
     ├──> Pierre II Chabot (vers 1020 – après 1086)
     │    x Perronelle de 
La Tour du Pin
 (vers 1030 – ????)
     │    │
     │    ├──> Thibaut I
er
 Chabot (vers 1051 – vers 1108), seigneur de 
Sainte-Hermine
, de 
Mervent
 et de 
Vouvant

     │    │    x (1072) Alix de 
Vouvant
 (vers 1050 – 1100), dame de 
Vouvant

     │    │    │
     │    │    ├──> Sébrand I
er
 Chabot (vers 1075 – 26/05/1152), seigneur de 
Sainte-Hermine
, de 
Mervent
 et de 
Vouvant

     │    │    │    x Agnès de 
Rocheservière
 (vers 1080 – ????), dame de 
Rocheservière
 et de 
La Grève

     │    │    │    │
     │    │    │    ├──> Thibaut II Chabot (vers 1105 – après 1173 à 
L'Absie
), seigneur de 
Vouvant
 et de 
Mervent

     │    │    │    │    x (1140) Marguerite Loubet (vers 1120 – ????)
     │    │    │    │    │
     │    │    │    │    ├──> Thibaut III Chabot (vers 1140 – 1213), seigneur de 
Rocheservière
, d'
Oulmes
 et de La Grève
     │    │    │    │    │    x Agnès (ou Marguerite) de 
La Mothe-Achard
 (vers 1145 – ????), dame de 
La Mothe-Achard
, de 
Rocheservière
 et de 
La Maurière

     │    │    │    │    │    │
     │    │    │    │    │    └──> Thibaut IV Chabot (vers 1165 – avant 
mars 1231
), seigneur de 
Rocheservière
, d'
Oulmes
 et de 
La Grève

     │    │    │    │    │         x Olive d'
Oulmes
 (vers 1170-????), dame d'
Oulmes

     │    │    │    │    │         │
     │    │    │    │    │         ├──> Thibaut V Chabot (vers 1194 – après 1269), seigneur de 
Rocheservière
, de 
Chantemerle
 et d'
Oulmes

     │    │    │    │    │         │    x (1220) Aliénor de Brosse-
Limoges
 (vers 1200 – ????), dame des Essarts
     │    │    │    │    │         │    │
     │    │    │    │    │         │    ├──> Thibaut VI Chabot (vers 1220 – 1271) dit « Thibaudin », seigneur de 
Rocheservière

     │    │    │    │    │         │    │    x (1245) … de Volvire (vers 1220-????)
     │    │    │    │    │         │    │    │
     │    │    │    │    │         │    │    ├──> Aliénor Chabot (vers 1247 – vers 1303)
     │    │    │    │    │         │    │    │
     │    │    │    │    │         │    │    ├──> Sébrand II Chabot (1250-1298) dit « Sébrandon 
le Preud'homme
 », 
seigneur de La Grève
, de 
Laurière
, 
des Granges de Fontenay
, de 
Vouvant
, de 
Chantemerle
, et d'
Oulmes

     │    │    │    │    │         │    │    │    x (vers 1270) Airoys de Châteaumur (vers 1245 – après 1303), dame de Chantemerle
     │    │    │    │    │         │    │    │    │
     │    │    │    │    │         │    │    │    ├──> Thibaut VII Chabot (vers 1271 – 1325), seigneur du 
Petit-Château
, de 
La Grève
, d'
Oulmes
, de 
Vouvant
, de 
Laurière
, des 
Granges de Fontenay

     │    │    │    │    │         │    │    │    │    x (1300) Jeanne de Saint-Vincent (vers 1275 – 1327)
     │    │    │    │    │         │    │    │    │    │
     │    │    │    │    │         │    │    │    │    ├──> Thibaut VIII Chabot (1322-25/11/1363), seigneur de La Grève, de 
Laurière
, des Granges, de Fontenay, de 
Vouvant
 et du Petit-Château
     │    │    │    │    │         │    │    │    │    │    x (vers 1340) 
Catherine de Machecoul
 (1327-1362), dame du 
Coutumier

     │    │    │    │    │         │    │    │    │    │    │
     │    │    │    │    │         │    │    │    │    │    └──> Thibaut IX Chabot (vers 1350 – après 1399), seigneur de La Grève
     │    │    │    │    │         │    │    │    │    │         x (1370) Amicie 
de Maure
 (vers 1340 – vers 1397)
     │    │    │    │    │         │    │    │    │    │         │
     │    │    │    │    │         │    │    │    │    │         ├──> 
Louis I
er
 Chabot
 (vers 1370 – 1422), 
seigneur de La Grève
, du 
Petit château
 de 
Vouvant
 et de 
Chantemerle
, seigneur de 
Jarnac

     │    │    │    │    │         │    │    │    │    │         │    x (1404) Marie de 
Craon
 (vers 1375 – 
mars 1420
), dame de 
Jarnac
, de 
Moncontour
, de 
Marnes
, de 
Montsoreau
, de 
Colombiers
, de 
Savonnières
, de 
Pressigny
, de 
Verneuil
 et de 
Ferrière

     │    │    │    │    │         │    │    │    │    │         │    │
     │    │    │    │    │         │    │    │    │    │         │    ├──> 
Renaud Chabot
 (vers 1410 – 1476), seigneur de 
Jarnac
, d'
Apremont
, de Clervaux, de Chantemerle, de 
Thouars (
Thors
 ?)
, de Gallardon (vers 
St-Maixent
), de Saint-Gilles, de Pressigny (? ; 
Le Grand-Pressigny
 est à son frère aîné Thibaud X ; 
Pressigny
 à une branche éloignée), de Moulins-Neufs, conseiller, 
chambellan
 du roi, 
écuyer

     │    │    │    │    │         │    │    │    │    │         │    │    x (vers 1430) Françoise de 
La Rochefoucauld

     │    │    │    │    │         │    │    │    │    │         │    │    │
     │    │    │    │    │         │    │    │    │    │         │    │    ├──> Marguerite Chabot (vers 1430 – après 1440)
     │    │    │    │    │         │    │    │    │    │         │    │    │
     │    │    │    │    │         │    │    │    │    │         │    │    ├──> Agnès Chabot (vers 1430-????)
     │    │    │    │    │         │    │    │    │    │         │    │    │    x Guy Chemin, seigneur de 
L'Isle-Bapaume

     │    │    │    │    │         │    │    │    │    │         │    │    │
     │    │    │    │    │         │    │    │    │    │         │    │    x (1437) Isabelle de 
Rochechouart
 (vers 1425 – après 1471), dame de Gallardon, d'
Apremont
, de 
Brion
, de 
Clairvaux
 et de 
Beauçay

     │    │    │    │    │         │    │    │    │    │         │    │    │
     │    │    │    │    │         │    │    │    │    │         │    │    ├──> Louis II Chabot (vers 1440 – 27/07/1491), seigneur de 
Jarnac

     │    │    │    │    │         │    │    │    │    │         │    │    │    x (1466) Jeanne 
de Montberon

     │    │    │    │    │         │    │    │    │    │         │    │    │
     │    │    │    │    │         │    │    │    │    │         │    │    ├──> Antoine Chabot (????-06/11/1507), 
chevalier de Rhodes
, grand prieur de France
     │    │    │    │    │         │    │    │    │    │         │    │    │
     │    │    │    │    │         │    │    │    │    │         │    │    ├──> François Chabot (????-1493), seigneur de 
Jarnac
, 
abbé de Châtre
 et de 
Baignes-en-Saintonge

     │    │    │    │    │         │    │    │    │    │         │    │    │
     │    │    │    │    │         │    │    │    │    │         │    │    ├──> Jacques I
er
 Chabot (????-1496), 
chevalier
, baron de 
Jarnac
, d'
Apremont
 et de 
Brion
, conseiller, 
chambellan
 du roi
     │    │    │    │    │         │    │    │    │    │         │    │    │    x (15/09/1485) 
Madeleine de Luxembourg
 (???? – après 1498)
     │    │    │    │    │         │    │    │    │    │         │    │    │    │
     │    │    │    │    │         │    │    │    │    │         │    │    │    ├──> Charles I
er
 Chabot (????-1559), baron de 
Jarnac
, gouverneur et capitaine de 
La Rochelle
, maire perpétuel de 
Bordeaux
, 
chevalier
 de l'ordre du roi, 
gentilhomme
 ordinaire de la chambre du roi
     │    │    │    │    │         │    │    │    │    │         │    │    │    │    x (17/06/1506) Jeanne de 
Saint-Gelais
, dame de 
Saint-Gelais
, de 
Saint-Aulaye
 et de 
Montlieu

     │    │    │    │    │         │    │    │    │    │         │    │    │    │    │
     │    │    │    │    │         │    │    │    │    │         │    │    │    │    ├──> 
Guy I
er
 Chabot
 (1514-06/08/1584), baron de 
Jarnac
, seigneur de 
Saint-Gelais
, de 
Montlieu
 et de 
Saint-Aulaye
, 
gentilhomme
 ordinaire de la chambre du roi, 
chevalier
 de l'
ordre de Saint-Michel
, 
sénéchal
 du 
Périgord
, maire perpétuel de 
Bordeaux
, gouverneur de 
La Rochelle
 et du pays d'Aunis, 
sénéchal
 du 
Périgord

     │    │    │    │    │         │    │    │    │    │         │    │    │    │    │    x (29/02/1540) Louise de Pisseleu
     │    │    │    │    │         │    │    │    │    │         │    │    │    │    │    x (après 1563) Barbe Cauchon de Maupas
     │    │    │    │    │         │    │    │    │    │         │    │    │    │    │    │
     │    │    │    │    │         │    │    │    │    │         │    │    │    │    │    ├──> 
Léonor Chabot
 (1541-1605), 
chevalier
, baron de 
Jarnac
, seigneur de 
Saint-Gelais
, de 
Saint-Aulaye
 et de 
Montlieu
, 
gentilhomme
 de la chambre du roi
     │    │    │    │    │         │    │    │    │    │         │    │    │    │    │    │    x (1558) Marguerite de Durfort-
Duras
 (????-11/03/1571)
     │    │    │    │    │         │    │    │    │    │         │    │    │    │    │    │    │
     │    │    │    │    │         │    │    │    │    │         │    │    │    │    │    │    ├──> Guy II Chabot (???? – après 1640), baron de 
Jarnac
, seigneur de 
Saint-Gelais
, capitaine, conseiller d'État
     │    │    │    │    │         │    │    │    │    │         │    │    │    │    │    │    │    x (1609) Claude de 
Montagrier
, dame de 
Montagrier
 et de Marouette
     │    │    │    │    │         │    │    │    │    │         │    │    │    │    │    │    │    │
     │    │    │    │    │         │    │    │    │    │         │    │    │    │    │    │    │    ├──> Jacques Chabot (????-1648), seigneur de 
Montlieu

     │    │    │    │    │         │    │    │    │    │         │    │    │    │    │    │    │    │
     │    │    │    │    │         │    │    │    │    │         │    │    │    │    │    │    │    x (1620) Marie de 
La Rochefoucauld
 (1601-????)
     │    │    │    │    │         │    │    │    │    │         │    │    │    │    │    │    │    │
     │    │    │    │    │         │    │    │    │    │         │    │    │    │    │    │    │    ├──> Claire Chabot (1620-1691), religieuse carmélite à 
Paris

     │    │    │    │    │         │    │    │    │    │         │    │    │    │    │    │    │    │
     │    │    │    │    │         │    │    │    │    │         │    │    │    │    │    │    │    ├──> Louis Chabot (1626-1665), comte de 
Jarnac
, marquis de 
Soubran
, seigneur de 
Saint-Gelais
, 
maréchal de camp

     │    │    │    │    │         │    │    │    │    │         │    │    │    │    │    │    │    │    x (27/01/1648) Catherine de La Rochebeaucourt (????-1668)
     │    │    │    │    │         │    │    │    │    │         │    │    │    │    │    │    │    │    │
     │    │    │    │    │         │    │    │    │    │         │    │    │    │    │    │    │    │    ├──> Guy-Henri Chabot (27/11/1648-06/11/1690), comte de 
Jarnac
, marquis de 
Soubran
, seigneur de Clion-Somsac, de Maroüette et de Grésignac
     │    │    │    │    │         │    │    │    │    │         │    │    │    │    │    │    │    │    │    x (1669) Marie-Claire de Créquy (???? – 29/03/1684 à Luxembourg)
     │    │    │    │    │         │    │    │    │    │         │    │    │    │    │    │    │    │    │    │
     │    │    │    │    │         │    │    │    │    │         │    │    │    │    │    │    │    │    │    ├──> Louis Chabot (
novembre 1675
 – 
mars 1691
), comte de 
Jarnac

     │    │    │    │    │         │    │    │    │    │         │    │    │    │    │    │    │    │    │    │
     │    │    │    │    │         │    │    │    │    │         │    │    │    │    │    │    │    │    │    ├──> François-Philippe Chabot (1679-????), marquis de 
Soubran

     │    │    │    │    │         │    │    │    │    │         │    │    │    │    │    │    │    │    │    │
     │    │    │    │    │         │    │    │    │    │         │    │    │    │    │    │    │    │    │    ├──> Gillonne-Gabrielle Chabot
     │    │    │    │    │         │    │    │    │    │         │    │    │    │    │    │    │    │    │    │
     │    │    │    │    │         │    │    │    │    │         │    │    │    │    │    │    │    │    │    x (
mai 1688
) Charlotte Armande de 
Rohan
-
Guémené
 (1661-1754)
     │    │    │    │    │         │    │    │    │    │         │    │    │    │    │    │    │    │    │    │
     │    │    │    │    │         │    │    │    │    │         │    │    │    │    │    │    │    │    │    ├──> Guy-Armand Chabot (1689-1707), comte de 
Jarnac

     │    │    │    │    │         │    │    │    │    │         │    │    │    │    │    │    │    │    │    │
     │    │    │    │    │         │    │    │    │    │         │    │    │    │    │    │    │    │    │    └──> Anne-Marie Louise Chabot (04/06/1690 à 
Jarnac
 – 27/08/1769 à 
Paris
), comtesse de 
Jarnac
, marquise de 
Soubran

     │    │    │    │    │         │    │    │    │    │         │    │    │    │    │    │    │    │    │         x (13/07/1709) Paul Auguste Gaston de 
La Rochefoucauld
 (vers 1675 – 19/12/1714 à 
Paris
) dit « le Chevalier de 
Montendre
 », comte de 
Jarnac

     │    │    │    │    │         │    │    │    │    │         │    │    │    │    │    │    │    │    │         x (19/06/1715) Charles-Annibal de 
Rohan
-Chabot (14/01/1687-05/11/1762), comte de 
Jarnac
, colonel reformé d'infanterie (
voir plus bas
)
     │    │    │    │    │         │    │    │    │    │         │    │    │    │    │    │    │    │    │
     │    │    │    │    │         │    │    │    │    │         │    │    │    │    │    │    │    │    ├──> Guy-Charles Chabot (1653-1730), abbé de 
Jarnac
, doyen de 
Saintes

     │    │    │    │    │         │    │    │    │    │         │    │    │    │    │    │    │    │    │
     │    │    │    │    │         │    │    │    │    │         │    │    │    │    │    │    │    │    ├──> Joseph-François Chabot (1656-????)
     │    │    │    │    │         │    │    │    │    │         │    │    │    │    │    │    │    │    │
     │    │    │    │    │         │    │    │    │    │         │    │    │    │    │    │    │    │    ├──> Hélène Chabot (1658-1687) dite « Mademoiselle de 
Jarnac
 »
     │    │    │    │    │         │    │    │    │    │         │    │    │    │    │    │    │    │    │
     │    │    │    │    │         │    │    │    │    │         │    │    │    │    │    │    │    │    ├──> Françoise Chabot (1660-????)
     │    │    │    │    │         │    │    │    │    │         │    │    │    │    │    │    │    │    │
     │    │    │    │    │         │    │    │    │    │         │    │    │    │    │    │    │    │    ├──> Julie-Eustachie Chabot (1661-1687 à 
Versailles
)) dite « la Dame de 
Jarnac
 »
     │    │    │    │    │         │    │    │    │    │         │    │    │    │    │    │    │    │    │
     │    │    │    │    │         │    │    │    │    │         │    │    │    │    │    │    │    │    ├──> Joseph-Louis Augustin Chabot (1662-1686), 
chevalier de Malte

     │    │    │    │    │         │    │    │    │    │         │    │    │    │    │    │    │    │    │
     │    │    │    │    │         │    │    │    │    │         │    │    │    │    │    │    │    │    ├──> Françoise Chabot (1663-????)
     │    │    │    │    │         │    │    │    │    │         │    │    │    │    │    │    │    │    │    x Charles François de 
La Rochefoucauld
 (????-1714), marquis de 
Surgères

     │    │    │    │    │         │    │    │    │    │         │    │    │    │    │    │    │    │    │
     │    │    │    │    │         │    │    │    │    │         │    │    │    │    │    │    │    │    ├──> Catherine-Charlotte Chabot (1665 – après 1683) dite « Mademoiselle de 
Jarnac
 », religieuse
     │    │    │    │    │         │    │    │    │    │         │    │    │    │    │    │    │    │    │
     │    │    │    │    │         │    │    │    │    │         │    │    │    │    │    │    │    │    └──> Henri Chabot
     │    │    │    │    │         │    │    │    │    │         │    │    │    │    │    │    │    │
     │    │    │    │    │         │    │    │    │    │         │    │    │    │    │    │    │    ├──> François « Isaac » Chabot (1629-1685), 
chevalier de Malte
, prieur de 
Jarnac

     │    │    │    │    │         │    │    │    │    │         │    │    │    │    │    │    │    │
     │    │    │    │    │         │    │    │    │    │         │    │    │    │    │    │    │    ├──> Guy-Charles Chabot (????-1679), abbé prieur de 
Jarnac
 et de Monjours, doyen de 
Saintes

     │    │    │    │    │         │    │    │    │    │         │    │    │    │    │    │    │    │
     │    │    │    │    │         │    │    │    │    │         │    │    │    │    │    │    │    ├──> Charlotte Chabot, religieuse au grand couvent de 
Saintes

     │    │    │    │    │         │    │    │    │    │         │    │    │    │    │    │    │    │
     │    │    │    │    │         │    │    │    │    │         │    │    │    │    │    │    │    └──> Marie Chabot, religieuse au grand couvent de 
Saintes

     │    │    │    │    │         │    │    │    │    │         │    │    │    │    │    │    │
     │    │    │    │    │         │    │    │    │    │         │    │    │    │    │    │    ├──> Jean Chabot (????-1618), seigneur de 
Saint-Aulaye

     │    │    │    │    │         │    │    │    │    │         │    │    │    │    │    │    │    x Charlotte de 
Clermont

     │    │    │    │    │         │    │    │    │    │         │    │    │    │    │    │    │
     │    │    │    │    │         │    │    │    │    │         │    │    │    │    │    │    ├──> Charles Chabot (????-26/08/1626), seigneur de 
Saint-Aulaye
, de 
Saint-Gelais
 et de 
Mussidan

     │    │    │    │    │         │    │    │    │    │         │    │    │    │    │    │    │    x (1613) Henriette de Lur
     │    │    │    │    │         │    │    │    │    │         │    │    │    │    │    │    │    │
     │    │    │    │    │         │    │    │    │    │         │    │    │    │    │    │    │    ├──> 
Henri Chabot
 (vers 1615 – 27/02/1655), seigneur de 
Jarnac
, d'
Apremont
 et de 
Saint-Aulaye
, 
pair de France
, 
duc de Rohan
, 
prince de Léon
, 
comte de Porhoët
 et de 
Lorges
, 
marquis de Blain
 et de 
La Garnache
, baron de 
Mouchamps
, seigneur de 
Héric
 et de Fresnay (terre en 
Plessé
), gouverneur et lieutenant-général d'
Anjou

     │    │    │    │    │         │    │    │    │    │         │    │    │    │    │    │    │    │    x (06/06/1645 à 
Paris
) 
Marguerite de Rohan
 (1617-09/04/1684 à 
Paris
), 
duchesse de Rohan
 et de 
Frontenay
, 
princesse de Léon
, 
comtesse de Porhoët
, 
marquise de Blain
 et de 
La Garnache
, dame des 
Lorges
, 
pair de France

     │    │    │    │    │         │    │    │    │    │         │    │    │    │    │    │    │    │    │
     │    │    │    │    │         │    │    │    │    │         │    │    │    │    │    │    │    │    └──> 
Branche de Rohan-Chabot

     │    │    │    │    │         │    │    │    │    │         │    │    │    │    │    │    │    │
     │    │    │    │    │         │    │    │    │    │         │    │    │    │    │    │    │    ├──> Charles Chabot (1615-1646) dit « le Comte de Chabot », seigneur de 
Saint-Aulaye

     │    │    │    │    │         │    │    │    │    │         │    │    │    │    │    │    │    │
     │    │    │    │    │         │    │    │    │    │         │    │    │    │    │    │    │    ├──> Guy-Aldonce Chabot (1619 – 
octobre 1646
) dit « le Chevalier de Chabot », gouverneur de Rosières, 
maréchal de camp

     │    │    │    │    │         │    │    │    │    │         │    │    │    │    │    │    │    │
     │    │    │    │    │         │    │    │    │    │         │    │    │    │    │    │    │    ├──> Jeanne Chabot
     │    │    │    │    │         │    │    │    │    │         │    │    │    │    │    │    │    │
     │    │    │    │    │         │    │    │    │    │         │    │    │    │    │    │    │    ├──> Lydie Chabot
     │    │    │    │    │         │    │    │    │    │         │    │    │    │    │    │    │    │    x (1634) François de L'Espinay, seigneur de Bellevue
     │    │    │    │    │         │    │    │    │    │         │    │    │    │    │    │    │    │
     │    │    │    │    │         │    │    │    │    │         │    │    │    │    │    │    │    ├──> Anne Chabot (????-1696) dite « Mademoiselle Chabot »
     │    │    │    │    │         │    │    │    │    │         │    │    │    │    │    │    │    │
     │    │    │    │    │         │    │    │    │    │         │    │    │    │    │    │    │    └──> Judith « Marguerite » Chabot (????-1650), religieuse
     │    │    │    │    │         │    │    │    │    │         │    │    │    │    │    │    │
     │    │    │    │    │         │    │    │    │    │         │    │    │    │    │    │    ├──> Hélène Chabot, religieuse
     │    │    │    │    │         │    │    │    │    │         │    │    │    │    │    │    │
     │    │    │    │    │         │    │    │    │    │         │    │    │    │    │    │    ├──> Françoise Chabot, religieuse
     │    │    │    │    │         │    │    │    │    │         │    │    │    │    │    │    │
     │    │    │    │    │         │    │    │    │    │         │    │    │    │    │    │    ├──> Catherine Chabot, religieuse
     │    │    │    │    │         │    │    │    │    │         │    │    │    │    │    │    │
     │    │    │    │    │         │    │    │    │    │         │    │    │    │    │    │    ├──> François Chabot, 
chevalier de Malte

     │    │    │    │    │         │    │    │    │    │         │    │    │    │    │    │    │
     │    │    │    │    │         │    │    │    │    │         │    │    │    │    │    │    x (11/03/1571) Claude de 
Rochechouart
, baronne de Saint-Amand
     │    │    │    │    │         │    │    │    │    │         │    │    │    │    │    │    │
     │    │    │    │    │         │    │    │    │    │         │    │    │    │    │    │    ├──>Éléonore Chabot, dame de 
Saint-Gelais
, comtesse de Caunac
     │    │    │    │    │         │    │    │    │    │         │    │    │    │    │    │    │    x Louis de 
Vivonne
 (????-1612), seigneur de 
La Châtaigneraie

     │    │    │    │    │         │    │    │    │    │         │    │    │    │    │    │    │    x Jacques II d'
Harcourt
 (????-1622), marquis de Beuvron
     │    │    │    │    │         │    │    │    │    │         │    │    │    │    │    │    │
     │    │    │    │    │         │    │    │    │    │         │    │    │    │    │    │    ├──> Claude Chabot
     │    │    │    │    │         │    │    │    │    │         │    │    │    │    │    │    │    x Aloph Rouault, seigneur de 
Thiembronne
 et de 
Sérifontaine

     │    │    │    │    │         │    │    │    │    │         │    │    │    │    │    │    │
     │    │    │    │    │         │    │    │    │    │         │    │    │    │    │    │    └──> Marie Chabot
     │    │    │    │    │         │    │    │    │    │         │    │    │    │    │    │         x (1613) Urbain Gillier (????-1639), seigneur de 
Puygarreau
, baron de 
Marmande

     │    │    │    │    │         │    │    │    │    │         │    │    │    │    │    │         x (1640) François du Vernou, seigneur de La Rivière-Bonneuil
     │    │    │    │    │         │    │    │    │    │         │    │    │    │    │    │
     │    │    │    │    │         │    │    │    │    │         │    │    │    │    │    ├──> Charles Chabot
     │    │    │    │    │         │    │    │    │    │         │    │    │    │    │    │
     │    │    │    │    │         │    │    │    │    │         │    │    │    │    │    └──> Jeanne Chabot
     │    │    │    │    │         │    │    │    │    │         │    │    │    │    │         x (01/06/1560) René Anne d'
Anglure
 (????-1562 à 
Dreux
), baron de Givry-en-Artois, comte de Tancarville en Brie
     │    │    │    │    │         │    │    │    │    │         │    │    │    │    │         x (1564) Claude de 
La Châtre
 (????-1614), baron de La Maisonfort, gouverneur d'
Orléans
, 
maréchal de France

     │    │    │    │    │         │    │    │    │    │         │    │    │    │    │
     │    │    │    │    │         │    │    │    │    │         │    │    │    │    ├──> Louis Chabot (????-1528 à 
Naples
) dit « de 
Saint-Gelais
 »
     │    │    │    │    │         │    │    │    │    │         │    │    │    │    │
     │    │    │    │    │         │    │    │    │    │         │    │    │    │    ├──> Françoise Chabot
     │    │    │    │    │         │    │    │    │    │         │    │    │    │    │
     │    │    │    │    │         │    │    │    │    │         │    │    │    │    ├──> Philippe Chabot
     │    │    │    │    │         │    │    │    │    │         │    │    │    │    │
     │    │    │    │    │         │    │    │    │    │         │    │    │    │    x Madeleine de Puyguyon
     │    │    │    │    │         │    │    │    │    │         │    │    │    │    │
     │    │    │    │    │         │    │    │    │    │         │    │    │    │    └──> Charles Chabot (????-1573), seigneur de Sainte-Foy
     │    │    │    │    │         │    │    │    │    │         │    │    │    │         x Jeanne « Françoise » Joubert
     │    │    │    │    │         │    │    │    │    │         │    │    │    │         │
     │    │    │    │    │         │    │    │    │    │         │    │    │    │         ├──> Esther Chabot, dame d'Antilly, de Breuil, de 
Jarnac
, du Marais et d'Agurd
     │    │    │    │    │         │    │    │    │    │         │    │    │    │         │    x Charles de Fonsèques, baron de 
Surgères

     │    │    │    │    │         │    │    │    │    │         │    │    │    │         │
     │    │    │    │    │         │    │    │    │    │         │    │    │    │         └──> Jeanne Chabot (???? – après 1576)
     │    │    │    │    │         │    │    │    │    │         │    │    │    │              x (16/03/1551) François de 
Pierre-Buffière
, vicomte de Châteauneuf-en-Limousin et 
de Comborn

     │    │    │    │    │         │    │    │    │    │         │    │    │    │
     │    │    │    │    │         │    │    │    │    │         │    │    │    ├──> 
Philippe Chabot
 (1492-01/06/1543) dit « l'Amiral de 
Brion
 », comte de 
Charny
 et de 
Buzançais
, seigneur de 
Jarnac
, d'
Apremont
 et de 
Brion
, prince de 
Châtelaillon
, 
chevalier
 des 
ordres de Saint-Michel
 et de 
la Jarretière
, gouverneur de 
Bourgogne
 et de 
Normandie
, 
amiral de France

     │    │    │    │    │         │    │    │    │    │         │    │    │    │    x (10/01/1526) 
Françoise de Longwy
 (vers 1510 – 1562), comtesse de 
Buzançais
 et de 
Charny
, dame de 
Pagny
, de 
Mirebeau
 et de 
Givry

     │    │    │    │    │         │    │    │    │    │         │    │    │    │    │
     │    │    │    │    │         │    │    │    │    │         │    │    │    │    ├──> 
Léonor Chabot
 (1525 – 
août 1597
) dit « 
Chabot-Charny
 », comte de 
Charny
 et de 
Buzançais
, seigneur de 
Pagny
, capitaine, 
chevalier du Saint-Esprit
, lieutenant-général au gouvernement du 
comté de Bourgogne
, Premier 
écuyer
 puis 
Grand écuyer de France

     │    │    │    │    │         │    │    │    │    │         │    │    │    │    │    x (13/02/1549) Claude 
Gouffier
 (vers 1526 – 1565)
     │    │    │    │    │         │    │    │    │    │         │    │    │    │    │    │
     │    │    │    │    │         │    │    │    │    │         │    │    │    │    │    ├──> Charlotte Chabot (vers 1550 – 1606)
     │    │    │    │    │         │    │    │    │    │         │    │    │    │    │    │    x (1578) Jacques 
Le Veneur de Tillières
 (????-1596), comte de Tillières
     │    │    │    │    │         │    │    │    │    │         │    │    │    │    │    │
     │    │    │    │    │         │    │    │    │    │         │    │    │    │    │    ├──> Catherine Chabot (1561 – 
juillet 1609
), comtesse de 
Buzançais

     │    │    │    │    │         │    │    │    │    │         │    │    │    │    │    │    x (18/10/1576) 
Guillaume II de Saulx
 (????-1637), comte de Tavannes
     │    │    │    │    │         │    │    │    │    │         │    │    │    │    │    │
     │    │    │    │    │         │    │    │    │    │         │    │    │    │    │    x (après 1565) Françoise 
de Rye
, dame de 
Longwy
 
(cf. 
Neublans
)

     │    │    │    │    │         │    │    │    │    │         │    │    │    │    │    │
     │    │    │    │    │         │    │    │    │    │         │    │    │    │    │    ├──> Marguerite Chabot (1565-29/09/1652), comtesse de 
Charny
, dame de 
Pagny

     │    │    │    │    │         │    │    │    │    │         │    │    │    │    │    │    x (1583) 
Charles de Lorraine
 (18/10/1556-04/08/1605) dit « Charles I
er
 de Guise », 
marquis puis duc d'Elbeuf
, 
comte d'Harcourt
, seigneur puis comte de 
Lillebonne
, 
seigneur puis comte de Rieux
, 
baron d'Ancenis
, 
pair de France

     │    │    │    │    │         │    │    │    │    │         │    │    │    │    │    │
     │    │    │    │    │         │    │    │    │    │         │    │    │    │    │    ├──> Françoise Chabot (1577-1602)
     │    │    │    │    │         │    │    │    │    │         │    │    │    │    │    │    x (27/02/1588) Henri Hurault (????-1648), comte de 
Cheverny

     │    │    │    │    │         │    │    │    │    │         │    │    │    │    │    │
     │    │    │    │    │         │    │    │    │    │         │    │    │    │    │    ├──> Catherine Chabot (????-1588)
     │    │    │    │    │         │    │    │    │    │         │    │    │    │    │    │    x (1584) Claude II 
de Vergy
 (????-1602), comte de 
Champlitte

     │    │    │    │    │         │    │    │    │    │         │    │    │    │    │    │
     │    │    │    │    │         │    │    │    │    │         │    │    │    │    │    ├──>Éléonore Chabot
     │    │    │    │    │         │    │    │    │    │         │    │    │    │    │    │    x (1598) Christophe 
de Rye
 
de La Palud
 (????-1637), marquis de 
Varembon
, comte de 
Varax

     │    │    │    │    │         │    │    │    │    │         │    │    │    │    │    │
     │    │    │    │    │         │    │    │    │    │         │    │    │    │    │    x (relation extraconjugale) Étiennette Tessard
     │    │    │    │    │         │    │    │    │    │         │    │    │    │    │    │
     │    │    │    │    │         │    │    │    │    │         │    │    │    │    │    ├──> Françoise (Tessard)
     │    │    │    │    │         │    │    │    │    │         │    │    │    │    │    │    x Jean-Baptiste de Vidal
     │    │    │    │    │         │    │    │    │    │         │    │    │    │    │    │
     │    │    │    │    │         │    │    │    │    │         │    │    │    │    │    └──> Marguerite (Tessard)
     │    │    │    │    │         │    │    │    │    │         │    │    │    │    │
     │    │    │    │    │         │    │    │    │    │         │    │    │    │    ├──> François Chabot (???? – après 1597), marquis de 
Mirebeau
, comte de 
Charny
, vicomte de 
Longwy
, baron de Chaumont et de Charroux, seigneur de 
Brion

     │    │    │    │    │         │    │    │    │    │         │    │    │    │    │    x Françoise de 
Lugny
, dame de 
Lugny

     │    │    │    │    │         │    │    │    │    │         │    │    │    │    │    │
     │    │    │    │    │         │    │    │    │    │         │    │    │    │    │    ├──> Catherine Chabot (????-1587), dame de 
Lugny

     │    │    │    │    │         │    │    │    │    │         │    │    │    │    │    │    x Jean de Saulx (????-1629), vicomte de Tavannes
     │    │    │    │    │         │    │    │    │    │         │    │    │    │    │    │
     │    │    │    │    │         │    │    │    │    │         │    │    │    │    │    x (25/12/1565) Catherine de Silly
     │    │    │    │    │         │    │    │    │    │         │    │    │    │    │    │
     │    │    │    │    │         │    │    │    │    │         │    │    │    │    │    ├──> Jacques Chabot (????-29/03/1630), marquis de 
Mirebeau
, comte de 
Charny

     │    │    │    │    │         │    │    │    │    │         │    │    │    │    │    │    x (1574) Anne de 
Coligny
, dame de 
Tanlay
, de Sailly et de Courcelles
     │    │    │    │    │         │    │    │    │    │         │    │    │    │    │    │    │
     │    │    │    │    │         │    │    │    │    │         │    │    │    │    │    │    ├──> Charles Chabot (????-1621), comte de 
Charny

     │    │    │    │    │         │    │    │    │    │         │    │    │    │    │    │    │    x (1620) Charlotte de Castille (????-1659)
     │    │    │    │    │         │    │    │    │    │         │    │    │    │    │    │    │
     │    │    │    │    │         │    │    │    │    │         │    │    │    │    │    │    ├──> Catherine Chabot (????-07/03/1662)
     │    │    │    │    │         │    │    │    │    │         │    │    │    │    │    │    │    x (25/07/1615) César Auguste de Saint-Lary (????-1621), baron de 
Termes
 
(cf. 
Roger
)

     │    │    │    │    │         │    │    │    │    │         │    │    │    │    │    │    │    x (1635) Claude Vignier, seigneur de Saint-Liébaut et de 
Villemort

     │    │    │    │    │         │    │    │    │    │         │    │    │    │    │    │    │
     │    │    │    │    │         │    │    │    │    │         │    │    │    │    │    │    x (1622) Marie « Antoinette » 
de Loménie
 (????-07/03/1662)
     │    │    │    │    │         │    │    │    │    │         │    │    │    │    │    │
     │    │    │    │    │         │    │    │    │    │         │    │    │    │    │    ├──> Henri Chabot, seigneur de 
Fontaine-Française

     │    │    │    │    │         │    │    │    │    │         │    │    │    │    │    │
     │    │    │    │    │         │    │    │    │    │         │    │    │    │    │    ├──> Léonor Chabot, seigneur de 
Brion

     │    │    │    │    │         │    │    │    │    │         │    │    │    │    │    │    x Diane de Marmier
     │    │    │    │    │         │    │    │    │    │         │    │    │    │    │    │
     │    │    │    │    │         │    │    │    │    │         │    │    │    │    │    ├──> François Chabot, 
chevalier de Malte
, 
écuyer
, seigneur de Maisonneuve
     │    │    │    │    │         │    │    │    │    │         │    │    │    │    │    │
     │    │    │    │    │         │    │    │    │    │         │    │    │    │    │    ├──> Charles Chabot (????-29/01/1624), moine
     │    │    │    │    │         │    │    │    │    │         │    │    │    │    │    │
     │    │    │    │    │         │    │    │    │    │         │    │    │    │    │    ├──> Charles Chabot (???? – après 1630), comte de Charroux
     │    │    │    │    │         │    │    │    │    │         │    │    │    │    │    │    x (1590) Françoise Bernard de Montessus (????-1659), dame de Vitrey
     │    │    │    │    │         │    │    │    │    │         │    │    │    │    │    │    │
     │    │    │    │    │         │    │    │    │    │         │    │    │    │    │    │    ├──> Jacques Chabot (????-1654), comte de 
Charny

     │    │    │    │    │         │    │    │    │    │         │    │    │    │    │    │    │
     │    │    │    │    │         │    │    │    │    │         │    │    │    │    │    │    ├──> Marguerite-Françoise Chabot (????-1654), dame de Charroux et de 
Charny

     │    │    │    │    │         │    │    │    │    │         │    │    │    │    │    │    │    x (1641) Henri de Bonneval (????-1656), comte de Bonneval
     │    │    │    │    │         │    │    │    │    │         │    │    │    │    │    │    │
     │    │    │    │    │         │    │    │    │    │         │    │    │    │    │    │    ├──> Marie-Charlotte Chabot, religieuse
     │    │    │    │    │         │    │    │    │    │         │    │    │    │    │    │    │
     │    │    │    │    │         │    │    │    │    │         │    │    │    │    │    │    └──> Marie-Catherine Chabot
     │    │    │    │    │         │    │    │    │    │         │    │    │    │    │    │
     │    │    │    │    │         │    │    │    │    │         │    │    │    │    │    └──> Anne Chabot
     │    │    │    │    │         │    │    │    │    │         │    │    │    │    │         x (1588) Henri de Fours, baron de Fours
     │    │    │    │    │         │    │    │    │    │         │    │    │    │    │
     │    │    │    │    │         │    │    │    │    │         │    │    │    │    ├──> Françoise Chabot
     │    │    │    │    │         │    │    │    │    │         │    │    │    │    │    x (01/12/1545) Charles de 
La Rochefoucauld
 (????-15/06/1583), seigneur de 
Barbezieux
 et de 
Lignières

     │    │    │    │    │         │    │    │    │    │         │    │    │    │    │
     │    │    │    │    │         │    │    │    │    │         │    │    │    │    ├──> Antoinette « Charlotte » Chabot
     │    │    │    │    │         │    │    │    │    │         │    │    │    │    │    x (19/02/1550) 
Jean VI d'Aumont
 (????-1595), 
comte de Châteauroux
, 
maréchal de France

     │    │    │    │    │         │    │    │    │    │         │    │    │    │    │
     │    │    │    │    │         │    │    │    │    │         │    │    │    │    ├──> Anne Chabot (???? – après 1587)
     │    │    │    │    │         │    │    │    │    │         │    │    │    │    │    x (18/01/1559) 
Charles de Hallwin
 (????-1593), 
duc d'Hallwin
, 
pair de France

     │    │    │    │    │         │    │    │    │    │         │    │    │    │    │
     │    │    │    │    │         │    │    │    │    │         │    │    │    │    └──> Jeanne Chabot (????-1593), abbesse du Paraclet
     │    │    │    │    │         │    │    │    │    │         │    │    │    │
     │    │    │    │    │         │    │    │    │    │         │    │    │    ├──> Christophe Chabot, moine
     │    │    │    │    │         │    │    │    │    │         │    │    │    │
     │    │    │    │    │         │    │    │    │    │         │    │    │    └──> Catherine Chabot
     │    │    │    │    │         │    │    │    │    │         │    │    │         x (1506) Bertrand d'
Estissac

     │    │    │    │    │         │    │    │    │    │         │    │    │
     │    │    │    │    │         │    │    │    │    │         │    │    ├──> Philippa Chabot
     │    │    │    │    │         │    │    │    │    │         │    │    │    x (20/01/1469) Antoine 
de Clérembault, seigneur du Plessis

     │    │    │    │    │         │    │    │    │    │         │    │    │
     │    │    │    │    │         │    │    │    │    │         │    │    ├──> Jeanne Chabot
     │    │    │    │    │         │    │    │    │    │         │    │    │    x (20/01/1466) Pierre de Saint-Julien, seigneur de Lasserre
     │    │    │    │    │         │    │    │    │    │         │    │    │
     │    │    │    │    │         │    │    │    │    │         │    │    ├──> Françoise Chabot
     │    │    │    │    │         │    │    │    │    │         │    │    │    x (19/05/1456) Renaud 
de Sainte-Maure
, seigneur de 
Jonzac

     │    │    │    │    │         │    │    │    │    │         │    │    │
     │    │    │    │    │         │    │    │    │    │         │    │    ├──> Marguerite Chabot
     │    │    │    │    │         │    │    │    │    │         │    │    │    x Pierre de Reillac, vicomte de 
Mérinville
 et de 
Brigueuil

     │    │    │    │    │         │    │    │    │    │         │    │    │
     │    │    │    │    │         │    │    │    │    │         │    │    └──> Robert Chabot (???? – vers 1518), seigneur de 
Clervaux
 et de Boussay, baron d'
Apremont

     │    │    │    │    │         │    │    │    │    │         │    │         x (22/04/1518) Antoinette d'Illiers (????-1541)
     │    │    │    │    │         │    │    │    │    │         │    │         │
     │    │    │    │    │         │    │    │    │    │         │    │         ├──> Paul Chabot (????-1569), seigneur de Clervaux et de Boussay, baron d'
Apremont
, 
chevalier
 de l'ordre du roi, capitaine
     │    │    │    │    │         │    │    │    │    │         │    │         │    x (12/10/1537) Jacqueline de Montigny, dame de Fresnes
     │    │    │    │    │         │    │    │    │    │         │    │         │
     │    │    │    │    │         │    │    │    │    │         │    │         ├──> Anne Chabot (???? – après 1573), dame de 
Bouloire
, de Maisoncelles et d'Escarpain
     │    │    │    │    │         │    │    │    │    │         │    │         │    x Jean de 
Maillé
 (1512-1563), baron de 
La Tour-Landry

     │    │    │    │    │         │    │    │    │    │         │    │         │
     │    │    │    │    │         │    │    │    │    │         │    │         └──> Isabeau Chabot
     │    │    │    │    │         │    │    │    │    │         │    │              x Charles de 
Vivonne
 (????-1536), baron de 
La Châtaigneraie

     │    │    │    │    │         │    │    │    │    │         │    │              x (avant 1552) Jacques 
Turpin
, seigneur de 
Crissé

     │    │    │    │    │         │    │    │    │    │         │    │
     │    │    │    │    │         │    │    │    │    │         │    ├──> Thibaut X Chabot (????-18/02/1429 à 
Patay
), seigneur de 
La Grève
, de 
Moncontour
, de 
Marnes
, de 
Pressigny
, de 
Ferrière
 et de 
Montsoreau

     │    │    │    │    │         │    │    │    │    │         │    │    x (21/06/1422) Brunissende d'
Argenton

     │    │    │    │    │         │    │    │    │    │         │    │    │
     │    │    │    │    │         │    │    │    │    │         │    │    ├──> Catherine Chabot (vers 1415 – 1466), dame de Montcontour
     │    │    │    │    │         │    │    │    │    │         │    │    │    x (06/03/1445 à 
Saumur
) Charles II 
de Châtillon
 (1413-1480), seigneur de 
Châtillon-sur-Marne
 et de 
Sourvilliers

     │    │    │    │    │         │    │    │    │    │         │    │    │
     │    │    │    │    │         │    │    │    │    │         │    │    ├──> Louis II Chabot (vers 1423 – 1486), seigneur de La Grève, de Montcontour, de Marnes et de 
Montsoreau
, conseiller et 
chambellan
 du roi
     │    │    │    │    │         │    │    │    │    │         │    │    │    x (03/06/1444) Jeanne de Courcillon (????-26/08/1472)
     │    │    │    │    │         │    │    │    │    │         │    │    │    │
     │    │    │    │    │         │    │    │    │    │         │    │    │    ├──> René Chabot (vers 1453 – avant 
juillet 1469
), seigneur de La Grève
     │    │    │    │    │         │    │    │    │    │         │    │    │    │
     │    │    │    │    │         │    │    │    │    │         │    │    │    ├──> Madeleine Chabot
     │    │    │    │    │         │    │    │    │    │         │    │    │    │    x (04/01/1469) Navarot d'
Anglade
 (????-1489), 
chevalier
, capitaine de 
Mauléon

     │    │    │    │    │         │    │    │    │    │         │    │    │    │
     │    │    │    │    │         │    │    │    │    │         │    │    │    ├──> Marie Chabot
     │    │    │    │    │         │    │    │    │    │         │    │    │    │
     │    │    │    │    │         │    │    │    │    │         │    │    │    x Hesseline Chapperon
     │    │    │    │    │         │    │    │    │    │         │    │    │
     │    │    │    │    │         │    │    │    │    │         │    │    └──> Jeanne Chabot (???? – après 1473), dame de 
Montsoreau
 et d'
Argenton

     │    │    │    │    │         │    │    │    │    │         │    │         x (17/03/1445) 
Jean
 
de Chambes
, seigneur de 
Fauguernon
 et de 
Montsoreau
, premier maître d'hôtel du roi
     │    │    │    │    │         │    │    │    │    │         │    │
     │    │    │    │    │         │    │    │    │    │         │    ├──> Anne Chabot
     │    │    │    │    │         │    │    │    │    │         │    │
     │    │    │    │    │         │    │    │    │    │         │    └──> Jean Chabot
     │    │    │    │    │         │    │    │    │    │         │
     │    │    │    │    │         │    │    │    │    │         └──> Marie Chabot (???? – vers 1438)
     │    │    │    │    │         │    │    │    │    │              x (1402) Guy de 
Beaumont
, seigneur de 
Bressuire
 et de Sogournay
     │    │    │    │    │         │    │    │    │    │
     │    │    │    │    │         │    │    │    │    ├──> Marguerite Chabot
     │    │    │    │    │         │    │    │    │    │
     │    │    │    │    │         │    │    │    │    ├──> Jeanne Chabot
     │    │    │    │    │         │    │    │    │    │
     │    │    │    │    │         │    │    │    │    └──> Perrine Chabot
     │    │    │    │    │         │    │    │    │
     │    │    │    │    │         │    │    │    ├──> Guillaume Chabot (vers 1280 – 1344 à 
Paris
), seigneur de 
Chantemerle
, de 
Champagne-les-Marais
 et de 
Pressigny

     │    │    │    │    │         │    │    │    │    x (vers 1310) Jeanne Pouvrou (???? – après 1354), dame de 
Pressigny
 et de 
La Roussière

     │    │    │    │    │         │    │    │    │    │
     │    │    │    │    │         │    │    │    │    ├──> Louis Chabot (????-1384), 
chevalier
, seigneur de 
Pressigny
 et de Chantemerle
     │    │    │    │    │         │    │    │    │    │
     │    │    │    │    │         │    │    │    │    ├──> Geheudin Chabot (????-1398), 
chevalier
, seigneur de 
Pressigny

     │    │    │    │    │         │    │    │    │    │    x (vers 1350) Jeanne de Sainte-Flaive
     │    │    │    │    │         │    │    │    │    │    │
     │    │    │    │    │         │    │    │    │    │    ├──> Perceval Chabot (????-1457), 
seigneur de La Turmelière
 et de 
Liré

     │    │    │    │    │         │    │    │    │    │    │    x (vers 1432) Jeanne 
de l'Île Bouchard
, dame de 
Gonnord
  (???? – vers 1457)
     │    │    │    │    │         │    │    │    │    │    │    │
     │    │    │    │    │         │    │    │    │    │    │    ├──> Jean Chabot (????-1479), seigneur de 
La Turmelière

     │    │    │    │    │         │    │    │    │    │    │    │    x Catherine de Sainte-Flaive, dame de 
Beaufou

     │    │    │    │    │         │    │    │    │    │    │    │    │
     │    │    │    │    │         │    │    │    │    │    │    │    ├──> Christophe Chabot (???? – vers 1503), seigneur de La Turmelière
     │    │    │    │    │         │    │    │    │    │    │    │    │    x (vers 1490) Marie des Rames
     │    │    │    │    │         │    │    │    │    │    │    │    │    │
     │    │    │    │    │         │    │    │    │    │    │    │    │    ├──> Renée Chabot (1490-????), dame de 
Liré

     │    │    │    │    │         │    │    │    │    │    │    │    │    │    x (vers 1504) Jean 
du Bellay
 (1480-1523), seigneur de 
Gonnor

     │    │    │    │    │         │    │    │    │    │    │    │    │    │
     │    │    │    │    │         │    │    │    │    │    │    │    │    x Antoinette Baner, dame de La Frogerie
     │    │    │    │    │         │    │    │    │    │    │    │    │    x Catherine Gaillard, dame de Vigneau
     │    │    │    │    │         │    │    │    │    │    │    │    │
     │    │    │    │    │         │    │    │    │    │    │    │    ├──> Perceval Chabot
     │    │    │    │    │         │    │    │    │    │    │    │    │
     │    │    │    │    │         │    │    │    │    │    │    │    ├──> François Chabot, abbé de 
Jarrie

     │    │    │    │    │         │    │    │    │    │    │    │    │
     │    │    │    │    │         │    │    │    │    │    │    │    ├──> Jeanne Chabot
     │    │    │    │    │         │    │    │    │    │    │    │    │    x (1473) Jean de Plouer, seigneur de 
La Claye

     │    │    │    │    │         │    │    │    │    │    │    │    │
     │    │    │    │    │         │    │    │    │    │    │    │    ├──> Michelle Chabot
     │    │    │    │    │         │    │    │    │    │    │    │    │    x Jean de Barron
     │    │    │    │    │         │    │    │    │    │    │    │    │
     │    │    │    │    │         │    │    │    │    │    │    │    ├──> Bernarde Chabot, religieuse
     │    │    │    │    │         │    │    │    │    │    │    │    │
     │    │    │    │    │         │    │    │    │    │    │    │    x (1473) Jeanne de La Noë (????-1492)
     │    │    │    │    │         │    │    │    │    │    │    │    │
     │    │    │    │    │         │    │    │    │    │    │    │    └──> Antoine Chabot, moine
     │    │    │    │    │         │    │    │    │    │    │    │
     │    │    │    │    │         │    │    │    │    │    │    ├──> Artus Chabot
     │    │    │    │    │         │    │    │    │    │    │    │
     │    │    │    │    │         │    │    │    │    │    │    ├──> Jeanne Chabot
     │    │    │    │    │         │    │    │    │    │    │    │    x René de Feschal, seigneur d'Épinay
     │    │    │    │    │         │    │    │    │    │    │    │    x Michel de Saint-Aignan
     │    │    │    │    │         │    │    │    │    │    │    │
     │    │    │    │    │         │    │    │    │    │    │    ├──> Marie Chabot
     │    │    │    │    │         │    │    │    │    │    │    │    x Arbouin de 
Vendel
, seigneur de L'Aubespinay
     │    │    │    │    │         │    │    │    │    │    │    │
     │    │    │    │    │         │    │    │    │    │    │    └──> Jacquette Chabot
     │    │    │    │    │         │    │    │    │    │    │         x Olivier Mesnard, seigneur de Toucheprez
     │    │    │    │    │         │    │    │    │    │    │
     │    │    │    │    │         │    │    │    │    │    ├──> Lancelot Chabot (???? – après 1405), seigneur de 
Pressigny

     │    │    │    │    │         │    │    │    │    │    │
     │    │    │    │    │         │    │    │    │    │    ├──> Tristan Chabot (???? – vers 1440), seigneur de 
Pressigny

     │    │    │    │    │         │    │    │    │    │    │    x Jeanne de Rezay
     │    │    │    │    │         │    │    │    │    │    │    │
     │    │    │    │    │         │    │    │    │    │    │    ├──> Jacques Chabot (????-1446), seigneur de 
Pressigny

     │    │    │    │    │         │    │    │    │    │    │    │    x (1443) Agnès de 
Chaunay

     │    │    │    │    │         │    │    │    │    │    │    │
     │    │    │    │    │         │    │    │    │    │    │    ├──> Germain Chabot (????-1469), seigneur de 
Pressigny

     │    │    │    │    │         │    │    │    │    │    │    │    x Éléonore de Mesclajeu
     │    │    │    │    │         │    │    │    │    │    │    │
     │    │    │    │    │         │    │    │    │    │    │    ├──> Léon Chabot (????-1485), seigneur de 
Pressigny

     │    │    │    │    │         │    │    │    │    │    │    │    x Catherine Chénin
     │    │    │    │    │         │    │    │    │    │    │    │    │
     │    │    │    │    │         │    │    │    │    │    │    │    ├──> Antoine Chabot (????-1518), seigneur de 
Pressigny

     │    │    │    │    │         │    │    │    │    │    │    │    │    x …
     │    │    │    │    │         │    │    │    │    │    │    │    │    │
     │    │    │    │    │         │    │    │    │    │    │    │    │    └──> Paule Chabot (???? – après 1534), dame de 
Pressigny

     │    │    │    │    │         │    │    │    │    │    │    │    │         x (vers 1520) Louis Prévost, seigneur du Chastellier-Portault
     │    │    │    │    │         │    │    │    │    │    │    │    │
     │    │    │    │    │         │    │    │    │    │    │    │    ├──> Madeleine Chabot, dame de Nuchère
     │    │    │    │    │         │    │    │    │    │    │    │    │    x Pierre Voussard, seigneur de Brébaudet
     │    │    │    │    │         │    │    │    │    │    │    │    │
     │    │    │    │    │         │    │    │    │    │    │    │    └──> Catherine Chabot, dame de 
Nesmy

     │    │    │    │    │         │    │    │    │    │    │    │        x (vers 1500) Guy Mauclerc, seigneur de 
Saunay

     │    │    │    │    │         │    │    │    │    │    │    │
     │    │    │    │    │         │    │    │    │    │    │    ├──> Artus Chabot (????-1504)
     │    │    │    │    │         │    │    │    │    │    │    │
     │    │    │    │    │         │    │    │    │    │    │    ├──> Georges Chabot (????-1504)
     │    │    │    │    │         │    │    │    │    │    │    │
     │    │    │    │    │         │    │    │    │    │    │    ├──>Étienne Chabot (???? – vers 1477)
     │    │    │    │    │         │    │    │    │    │    │    │    x Marie de Vallée
     │    │    │    │    │         │    │    │    │    │    │    │    │
     │    │    │    │    │         │    │    │    │    │    │    │    └──> Jacques Chabot (????-1506), seigneur du 
Chaigneau

     │    │    │    │    │         │    │    │    │    │    │    │         x (vers 1482) Jeanne Bonnevin (???? – après 1506)
     │    │    │    │    │         │    │    │    │    │    │    │         │
     │    │    │    │    │         │    │    │    │    │    │    │         ├──> Antoine Chabot (???? – vers 
août 1556
), seigneur du Chaigneau
     │    │    │    │    │         │    │    │    │    │    │    │         │    x (1530) Catherine Riboteau
     │    │    │    │    │         │    │    │    │    │    │    │         │    │
     │    │    │    │    │         │    │    │    │    │    │    │         │    ├──> Christophe Chabot (1557-1591), seigneur du Chaigneau
     │    │    │    │    │         │    │    │    │    │    │    │         │    │    x (1559) Claude Gourdeau
     │    │    │    │    │         │    │    │    │    │    │    │         │    │    │
     │    │    │    │    │         │    │    │    │    │    │    │         │    │    ├──> Marthe Chabot (1591-1645)
     │    │    │    │    │         │    │    │    │    │    │    │         │    │    │    x (1645) 
Isaac de La Lande-Machecoul
, seigneur de 
Saint-Étienne-de-Mer-Morte
 et de 
Bouin

     │    │    │    │    │         │    │    │    │    │    │    │         │    │    │
     │    │    │    │    │         │    │    │    │    │    │    │         │    │    ├──> Isaac Chabot (????-1623), 
écuyer
, seigneur 
du Chaigneau
, de 
Nesmy
 et de Beaulieu
     │    │    │    │    │         │    │    │    │    │    │    │         │    │    │    x (1591) Crispe de Tinguy
     │    │    │    │    │         │    │    │    │    │    │    │         │    │    │    x (1620) Éléonore Bodin
     │    │    │    │    │         │    │    │    │    │    │    │         │    │    │    │
     │    │    │    │    │         │    │    │    │    │    │    │         │    │    │    ├──> Philippe Chabot (???? – vers 1667), seigneur du Chaigneau
     │    │    │    │    │         │    │    │    │    │    │    │         │    │    │    │
     │    │    │    │    │         │    │    │    │    │    │    │         │    │    │    ├──> Charles Chabot (???? – vers 1677), seigneur du Chaigneau
     │    │    │    │    │         │    │    │    │    │    │    │         │    │    │    │    x (1652) Suzanne du Puy
     │    │    │    │    │         │    │    │    │    │    │    │         │    │    │    │    │
     │    │    │    │    │         │    │    │    │    │    │    │         │    │    │    │    ├──> Charles Chabot (????-1700), seigneur 
du Chaigneau
 et des Fontaines
     │    │    │    │    │         │    │    │    │    │    │    │         │    │    │    │    │    x (1684) Sylvie Aimée Tranchant
     │    │    │    │    │         │    │    │    │    │    │    │         │    │    │    │    │    │
     │    │    │    │    │         │    │    │    │    │    │    │         │    │    │    │    │    ├──> Charles Chabot (1687 – après 1705)
     │    │    │    │    │         │    │    │    │    │    │    │         │    │    │    │    │    │
     │    │    │    │    │         │    │    │    │    │    │    │         │    │    │    │    │    ├──> Louis François Chabot (1689-1770), seigneur du Chaigneau
     │    │    │    │    │         │    │    │    │    │    │    │         │    │    │    │    │    │    x (1716) Catherine Renée Jousseaume (????-1769)
     │    │    │    │    │         │    │    │    │    │    │    │         │    │    │    │    │    │    │
     │    │    │    │    │         │    │    │    │    │    │    │         │    │    │    │    │    │    ├──> Louis Charles Chabot (????-1775), seigneur de Thénies et du 
Bouchaud

     │    │    │    │    │         │    │    │    │    │    │    │         │    │    │    │    │    │    │    x (1747) Charlotte Augustine de Tréhant (????-1794 à 
Anvers
)
     │    │    │    │    │         │    │    │    │    │    │    │         │    │    │    │    │    │    │    │
     │    │    │    │    │         │    │    │    │    │    │    │         │    │    │    │    │    │    │    ├──> Charles Auguste Chabot (????-1817)
     │    │    │    │    │         │    │    │    │    │    │    │         │    │    │    │    │    │    │    │    x (1775) Michelle Françoise Le Botteuc de Coessal
     │    │    │    │    │         │    │    │    │    │    │    │         │    │    │    │    │    │    │    │    │
     │    │    │    │    │         │    │    │    │    │    │    │         │    │    │    │    │    │    │    │    ├──> Auguste Prudent Chabot (1776-1849)
     │    │    │    │    │         │    │    │    │    │    │    │         │    │    │    │    │    │    │    │    │
     │    │    │    │    │         │    │    │    │    │    │    │         │    │    │    │    │    │    │    │    ├──> Marie Antoinette Chabot (1778-1857)
     │    │    │    │    │         │    │    │    │    │    │    │         │    │    │    │    │    │    │    │    │    x (1808) … de La Tour (????-1812)
     │    │    │    │    │         │    │    │    │    │    │    │         │    │    │    │    │    │    │    │    │    x (1818) Paul Hyacinthe Raymond de Rascas (????-1867)
     │    │    │    │    │         │    │    │    │    │    │    │         │    │    │    │    │    │    │    │    │
     │    │    │    │    │         │    │    │    │    │    │    │         │    │    │    │    │    │    │    │    ├──> Constantin Joseph Chabot (1779-1863)
     │    │    │    │    │         │    │    │    │    │    │    │         │    │    │    │    │    │    │    │    │    x (1819) Adélaïde Gerry de Beauregard (????-1834)
     │    │    │    │    │         │    │    │    │    │    │    │         │    │    │    │    │    │    │    │    │    │
     │    │    │    │    │         │    │    │    │    │    │    │         │    │    │    │    │    │    │    │    │    ├──> Marie Constance Chabot (1820-1901)
     │    │    │    │    │         │    │    │    │    │    │    │         │    │    │    │    │    │    │    │    │    │    x (1843) Paul François Henri Augier de Moussac
     │    │    │    │    │         │    │    │    │    │    │    │         │    │    │    │    │    │    │    │    │    │
     │    │    │    │    │         │    │    │    │    │    │    │         │    │    │    │    │    │    │    │    │    ├──> Georgine Henriette Chabot (1823-1887)
     │    │    │    │    │         │    │    │    │    │    │    │         │    │    │    │    │    │    │    │    │    │    x (1843) Henri Louis Ernest de Tinguy de 
Nesmy

     │    │    │    │    │         │    │    │    │    │    │    │         │    │    │    │    │    │    │    │    │    │
     │    │    │    │    │         │    │    │    │    │    │    │         │    │    │    │    │    │    │    │    │    ├──> Auguste Chabot (1825-1911)
     │    │    │    │    │         │    │    │    │    │    │    │         │    │    │    │    │    │    │    │    │    │    x (1855) Charlotte Marguerite de Buat (1826-1931)
     │    │    │    │    │         │    │    │    │    │    │    │         │    │    │    │    │    │    │    │    │    │    │
     │    │    │    │    │         │    │    │    │    │    │    │         │    │    │    │    │    │    │    │    │    │    ├──> Guillaume Chabot (1856-1934)
     │    │    │    │    │         │    │    │    │    │    │    │         │    │    │    │    │    │    │    │    │    │    │    x (1886) Jeanne Marie de 
Tramecourt
 (1863-1925)
     │    │    │    │    │         │    │    │    │    │    │    │         │    │    │    │    │    │    │    │    │    │    │    │
     │    │    │    │    │         │    │    │    │    │    │    │         │    │    │    │    │    │    │    │    │    │    │    ├──> 
Pierre Marie Chabot
 (05/08/1887 à 
Mouchamps
 – 11/01/1975 à 
Mouchamps
), propriétaire exploitant, homme politique, conseiller municipal de 
Mouchamps
, conseiller général, député de 
Vendée

     │    │    │    │    │         │    │    │    │    │    │    │         │    │    │    │    │    │    │    │    │    │    │    │    x (1920) Zoé Aymardine Marie Ghislaine Amélie 
de Nicolay
 (1895-????)
     │    │    │    │    │         │    │    │    │    │    │    │         │    │    │    │    │    │    │    │    │    │    │    │    │
     │    │    │    │    │         │    │    │    │    │    │    │         │    │    │    │    │    │    │    │    │    │    │    │    ├──> Jeanne Chabot (1920)
     │    │    │    │    │         │    │    │    │    │    │    │         │    │    │    │    │    │    │    │    │    │    │    │    │    x (1943) Armand Louis de Polignac (1914-2003)
     │    │    │    │    │         │    │    │    │    │    │    │         │    │    │    │    │    │    │    │    │    │    │    │    │
     │    │    │    │    │         │    │    │    │    │    │    │         │    │    │    │    │    │    │    │    │    │    │    │    ├──> Gérard Marie Chabot (1921-1921)
     │    │    │    │    │         │    │    │    │    │    │    │         │    │    │    │    │    │    │    │    │    │    │    │    │
     │    │    │    │    │         │    │    │    │    │    │    │         │    │    │    │    │    │    │    │    │    │    │    │    ├──> Jean Marie Chabot (1921-1921)
     │    │    │    │    │         │    │    │    │    │    │    │         │    │    │    │    │    │    │    │    │    │    │    │    │
     │    │    │    │    │         │    │    │    │    │    │    │         │    │    │    │    │    │    │    │    │    │    │    │    ├──> Clotilde Chabot (22/04/1923)
     │    │    │    │    │         │    │    │    │    │    │    │         │    │    │    │    │    │    │    │    │    │    │    │    │    x (21/03/1945) Renaud Chabot (11/05/1921) (
voir plus bas
)
     │    │    │    │    │         │    │    │    │    │    │    │         │    │    │    │    │    │    │    │    │    │    │    │    │
     │    │    │    │    │         │    │    │    │    │    │    │         │    │    │    │    │    │    │    │    │    │    │    │    ├──> Charles Marie Ghislain Chabot (1925-1963)
     │    │    │    │    │         │    │    │    │    │    │    │         │    │    │    │    │    │    │    │    │    │    │    │    │    x (1951) Ghislaine 
de Bryas
 (1925)
     │    │    │    │    │         │    │    │    │    │    │    │         │    │    │    │    │    │    │    │    │    │    │    │    │    │
     │    │    │    │    │         │    │    │    │    │    │    │         │    │    │    │    │    │    │    │    │    │    │    │    │    ├──> Guillaume Chabot (1952)
     │    │    │    │    │         │    │    │    │    │    │    │         │    │    │    │    │    │    │    │    │    │    │    │    │    │    x Laurence de 
Bauffremont-Courtenay

     │    │    │    │    │         │    │    │    │    │    │    │         │    │    │    │    │    │    │    │    │    │    │    │    │    │
     │    │    │    │    │         │    │    │    │    │    │    │         │    │    │    │    │    │    │    │    │    │    │    │    │    ├──> Marie Hélène Chabot (1953)
     │    │    │    │    │         │    │    │    │    │    │    │         │    │    │    │    │    │    │    │    │    │    │    │    │    │    x (1980) Armand van den Broek d'Obrenan
     │    │    │    │    │         │    │    │    │    │    │    │         │    │    │    │    │    │    │    │    │    │    │    │    │    │
     │    │    │    │    │         │    │    │    │    │    │    │         │    │    │    │    │    │    │    │    │    │    │    │    │    ├──> Bernadette Chabot (1954)
     │    │    │    │    │         │    │    │    │    │    │    │         │    │    │    │    │    │    │    │    │    │    │    │    │    │    x Alastair Rupert Neale
     │    │    │    │    │         │    │    │    │    │    │    │         │    │    │    │    │    │    │    │    │    │    │    │    │    │
     │    │    │    │    │         │    │    │    │    │    │    │         │    │    │    │    │    │    │    │    │    │    │    │    │    ├──> Alix Chabot (1957)
     │    │    │    │    │         │    │    │    │    │    │    │         │    │    │    │    │    │    │    │    │    │    │    │    │    │
     │    │    │    │    │         │    │    │    │    │    │    │         │    │    │    │    │    │    │    │    │    │    │    │    │    ├──> Anne Chabot (1958)
     │    │    │    │    │         │    │    │    │    │    │    │         │    │    │    │    │    │    │    │    │    │    │    │    │    │    x Alain de Laguiche (1956)
     │    │    │    │    │         │    │    │    │    │    │    │         │    │    │    │    │    │    │    │    │    │    │    │    │    │
     │    │    │    │    │         │    │    │    │    │    │    │         │    │    │    │    │    │    │    │    │    │    │    │    │    └──> Françoise Chabot (1961)
     │    │    │    │    │         │    │    │    │    │    │    │         │    │    │    │    │    │    │    │    │    │    │    │    │         x Pierre Darcy
     │    │    │    │    │         │    │    │    │    │    │    │         │    │    │    │    │    │    │    │    │    │    │    │    │
     │    │    │    │    │         │    │    │    │    │    │    │         │    │    │    │    │    │    │    │    │    │    │    │    └──> Monique Chabot (1926-1927)
     │    │    │    │    │         │    │    │    │    │    │    │         │    │    │    │    │    │    │    │    │    │    │    │
     │    │    │    │    │         │    │    │    │    │    │    │         │    │    │    │    │    │    │    │    │    │    │    ├──> Victor Marie Chabot (1889-????)
     │    │    │    │    │         │    │    │    │    │    │    │         │    │    │    │    │    │    │    │    │    │    │    │
     │    │    │    │    │         │    │    │    │    │    │    │         │    │    │    │    │    │    │    │    │    │    │    ├──> Robert Chabot (13/02/1890 à 
Mouchamps
 – 14/07/1944 à 
Bruxelles
)
     │    │    │    │    │         │    │    │    │    │    │    │         │    │    │    │    │    │    │    │    │    │    │    │    x (12/08/1919 à 
Paris
) Henriette de Ligne (21/12/1891-19/02/1981)
     │    │    │    │    │         │    │    │    │    │    │    │         │    │    │    │    │    │    │    │    │    │    │    │    │
     │    │    │    │    │         │    │    │    │    │    │    │         │    │    │    │    │    │    │    │    │    │    │    │    ├──> Victor Chabot (27/05/1920-22/01/1945)
     │    │    │    │    │         │    │    │    │    │    │    │         │    │    │    │    │    │    │    │    │    │    │    │    │
     │    │    │    │    │         │    │    │    │    │    │    │         │    │    │    │    │    │    │    │    │    │    │    │    ├──> Renaud Chabot (11/05/1921)
     │    │    │    │    │         │    │    │    │    │    │    │         │    │    │    │    │    │    │    │    │    │    │    │    │    x (21/03/1945) Clotilde Chabot (22/04/1923) (
voir plus haut
)
     │    │    │    │    │         │    │    │    │    │    │    │         │    │    │    │    │    │    │    │    │    │    │    │    │    │
     │    │    │    │    │         │    │    │    │    │    │    │         │    │    │    │    │    │    │    │    │    │    │    │    │    ├──> Chantal Chabot (15/05/1946)
     │    │    │    │    │         │    │    │    │    │    │    │         │    │    │    │    │    │    │    │    │    │    │    │    │    │    x (01/06/1968) Patrice de 
Saulieu
 O'Toole
     │    │    │    │    │         │    │    │    │    │    │    │         │    │    │    │    │    │    │    │    │    │    │    │    │    │
     │    │    │    │    │         │    │    │    │    │    │    │         │    │    │    │    │    │    │    │    │    │    │    │    │    ├──> Élisabeth Chabot (19/11/1947)
     │    │    │    │    │         │    │    │    │    │    │    │         │    │    │    │    │    │    │    │    │    │    │    │    │    │    x (11/07/1970) Georges Bernard de Vigneral
     │    │    │    │    │         │    │    │    │    │    │    │         │    │    │    │    │    │    │    │    │    │    │    │    │    │
     │    │    │    │    │         │    │    │    │    │    │    │         │    │    │    │    │    │    │    │    │    │    │    │    │    ├──> Véronique Chabot (15/04/1949)
     │    │    │    │    │         │    │    │    │    │    │    │         │    │    │    │    │    │    │    │    │    │    │    │    │    │    x (09/01/1970) Ronald de Poulpiquet
     │    │    │    │    │         │    │    │    │    │    │    │         │    │    │    │    │    │    │    │    │    │    │    │    │    │
     │    │    │    │    │         │    │    │    │    │    │    │         │    │    │    │    │    │    │    │    │    │    │    │    │    ├──> Marguerite Chabot (09/06/1950)
     │    │    │    │    │         │    │    │    │    │    │    │         │    │    │    │    │    │    │    │    │    │    │    │    │    │    x (11/07/1970) Hugues de Warren
     │    │    │    │    │         │    │    │    │    │    │    │         │    │    │    │    │    │    │    │    │    │    │    │    │    │
     │    │    │    │    │         │    │    │    │    │    │    │         │    │    │    │    │    │    │    │    │    │    │    │    │    ├──> Christian Chabot (15/05/1952)
     │    │    │    │    │         │    │    │    │    │    │    │         │    │    │    │    │    │    │    │    │    │    │    │    │    │    x Florence de Couédic de Kergoaler
     │    │    │    │    │         │    │    │    │    │    │    │         │    │    │    │    │    │    │    │    │    │    │    │    │    │
     │    │    │    │    │         │    │    │    │    │    │    │         │    │    │    │    │    │    │    │    │    │    │    │    │    ├──> Pierre Chabot (11/09/1953)
     │    │    │    │    │         │    │    │    │    │    │    │         │    │    │    │    │    │    │    │    │    │    │    │    │    │    x Bérengère Bout de 
Narnhac

     │    │    │    │    │         │    │    │    │    │    │    │         │    │    │    │    │    │    │    │    │    │    │    │    │    │
     │    │    │    │    │         │    │    │    │    │    │    │         │    │    │    │    │    │    │    │    │    │    │    │    │    ├──> Henriette Chabot (25/08/1955)
     │    │    │    │    │         │    │    │    │    │    │    │         │    │    │    │    │    │    │    │    │    │    │    │    │    │    x Olivier 
de Lauriston-Boubers

     │    │    │    │    │         │    │    │    │    │    │    │         │    │    │    │    │    │    │    │    │    │    │    │    │    │
     │    │    │    │    │         │    │    │    │    │    │    │         │    │    │    │    │    │    │    │    │    │    │    │    │    ├──> Philippine Chabot (20/09/1956)
     │    │    │    │    │         │    │    │    │    │    │    │         │    │    │    │    │    │    │    │    │    │    │    │    │    │    x Alain de Chabannes
     │    │    │    │    │         │    │    │    │    │    │    │         │    │    │    │    │    │    │    │    │    │    │    │    │    │
     │    │    │    │    │         │    │    │    │    │    │    │         │    │    │    │    │    │    │    │    │    │    │    │    │    ├──> Odile Chabot (13/10/1958)
     │    │    │    │    │         │    │    │    │    │    │    │         │    │    │    │    │    │    │    │    │    │    │    │    │    │
     │    │    │    │    │         │    │    │    │    │    │    │         │    │    │    │    │    │    │    │    │    │    │    │    │    ├──> Pauline Chabot (26/02/1962)
     │    │    │    │    │         │    │    │    │    │    │    │         │    │    │    │    │    │    │    │    │    │    │    │    │    │
     │    │    │    │    │         │    │    │    │    │    │    │         │    │    │    │    │    │    │    │    │    │    │    │    │    └──> Marie Charlotte Chabot (23/12/1963)
     │    │    │    │    │         │    │    │    │    │    │    │         │    │    │    │    │    │    │    │    │    │    │    │    │
     │    │    │    │    │         │    │    │    │    │    │    │         │    │    │    │    │    │    │    │    │    │    │    │    ├──> Antoine Chabot (10/11/1922)
     │    │    │    │    │         │    │    │    │    │    │    │         │    │    │    │    │    │    │    │    │    │    │    │    │    x (13/07/1948) Marie Yolande de Camus de La Guibourgère (27/02/1926)
     │    │    │    │    │         │    │    │    │    │    │    │         │    │    │    │    │    │    │    │    │    │    │    │    │    │
     │    │    │    │    │         │    │    │    │    │    │    │         │    │    │    │    │    │    │    │    │    │    │    │    │    ├──> Isabelle Chabot (25/04/1949)
     │    │    │    │    │         │    │    │    │    │    │    │         │    │    │    │    │    │    │    │    │    │    │    │    │    │    x (31/05/1975) Bernard 
Audemard d'Alançon

     │    │    │    │    │         │    │    │    │    │    │    │         │    │    │    │    │    │    │    │    │    │    │    │    │    │
     │    │    │    │    │         │    │    │    │    │    │    │         │    │    │    │    │    │    │    │    │    │    │    │    │    ├──> Robert Chabot (09/08/1950)
     │    │    │    │    │         │    │    │    │    │    │    │         │    │    │    │    │    │    │    │    │    │    │    │    │    │    x Astrid Gueydan de Roussel
     │    │    │    │    │         │    │    │    │    │    │    │         │    │    │    │    │    │    │    │    │    │    │    │    │    │
     │    │    │    │    │         │    │    │    │    │    │    │         │    │    │    │    │    │    │    │    │    │    │    │    │    ├──> Amicie Chabot (25/05/1953)
     │    │    │    │    │         │    │    │    │    │    │    │         │    │    │    │    │    │    │    │    │    │    │    │    │    │    x (24/04/1976) Arnaud Houel
     │    │    │    │    │         │    │    │    │    │    │    │         │    │    │    │    │    │    │    │    │    │    │    │    │    │
     │    │    │    │    │         │    │    │    │    │    │    │         │    │    │    │    │    │    │    │    │    │    │    │    │    └──> Béatrice Chabot (09/06/1955)
     │    │    │    │    │         │    │    │    │    │    │    │         │    │    │    │    │    │    │    │    │    │    │    │    │
     │    │    │    │    │         │    │    │    │    │    │    │         │    │    │    │    │    │    │    │    │    │    │    │    ├──> Raymond Chabot (28/03/1924)
     │    │    │    │    │         │    │    │    │    │    │    │         │    │    │    │    │    │    │    │    │    │    │    │    │    x (13/10/1947) Marie de Mérode (14/08/1923-1994)
     │    │    │    │    │         │    │    │    │    │    │    │         │    │    │    │    │    │    │    │    │    │    │    │    │    │
     │    │    │    │    │         │    │    │    │    │    │    │         │    │    │    │    │    │    │    │    │    │    │    │    │    ├──> Christine Chabot (02/09/1948)
     │    │    │    │    │         │    │    │    │    │    │    │         │    │    │    │    │    │    │    │    │    │    │    │    │    │    x (19/06/1971) Pierre Apollinaire d'Oilliamson
     │    │    │    │    │         │    │    │    │    │    │    │         │    │    │    │    │    │    │    │    │    │    │    │    │    │
     │    │    │    │    │         │    │    │    │    │    │    │         │    │    │    │    │    │    │    │    │    │    │    │    │    ├──> Amélie Chabot (16/08/1949)
     │    │    │    │    │         │    │    │    │    │    │    │         │    │    │    │    │    │    │    │    │    │    │    │    │    │    x (1974) Cajus von Dürfeld-Giovanelli
     │    │    │    │    │         │    │    │    │    │    │    │         │    │    │    │    │    │    │    │    │    │    │    │    │    │
     │    │    │    │    │         │    │    │    │    │    │    │         │    │    │    │    │    │    │    │    │    │    │    │    │    ├──> Alexandra Chabot (16/11/1950)
     │    │    │    │    │         │    │    │    │    │    │    │         │    │    │    │    │    │    │    │    │    │    │    │    │    │    x (27/09/1976) Henrique de Champelinaud Jardim
     │    │    │    │    │         │    │    │    │    │    │    │         │    │    │    │    │    │    │    │    │    │    │    │    │    │
     │    │    │    │    │         │    │    │    │    │    │    │         │    │    │    │    │    │    │    │    │    │    │    │    │    └──> Irène Chabot (29/09/1954)
     │    │    │    │    │         │    │    │    │    │    │    │         │    │    │    │    │    │    │    │    │    │    │    │    │         x Christian de Pennart
     │    │    │    │    │         │    │    │    │    │    │    │         │    │    │    │    │    │    │    │    │    │    │    │    │
     │    │    │    │    │         │    │    │    │    │    │    │         │    │    │    │    │    │    │    │    │    │    │    │    ├──> Christian Chabot (03/09/1925-10/04/1945)
     │    │    │    │    │         │    │    │    │    │    │    │         │    │    │    │    │    │    │    │    │    │    │    │    │
     │    │    │    │    │         │    │    │    │    │    │    │         │    │    │    │    │    │    │    │    │    │    │    │    ├──> François Chabot (14/06/1927)
     │    │    │    │    │         │    │    │    │    │    │    │         │    │    │    │    │    │    │    │    │    │    │    │    │    x (21/11/1951) Élisabeth Vandenbeusch
     │    │    │    │    │         │    │    │    │    │    │    │         │    │    │    │    │    │    │    │    │    │    │    │    │    │
     │    │    │    │    │         │    │    │    │    │    │    │         │    │    │    │    │    │    │    │    │    │    │    │    │    ├──> Anne Chabot (24/12/1953)
     │    │    │    │    │         │    │    │    │    │    │    │         │    │    │    │    │    │    │    │    │    │    │    │    │    │
     │    │    │    │    │         │    │    │    │    │    │    │         │    │    │    │    │    │    │    │    │    │    │    │    │    ├──> Luc Chabot (04/12/1955)
     │    │    │    │    │         │    │    │    │    │    │    │         │    │    │    │    │    │    │    │    │    │    │    │    │    │
     │    │    │    │    │         │    │    │    │    │    │    │         │    │    │    │    │    │    │    │    │    │    │    │    │    └──> Diane Chabot (09/01/1958)
     │    │    │    │    │         │    │    │    │    │    │    │         │    │    │    │    │    │    │    │    │    │    │    │    │
     │    │    │    │    │         │    │    │    │    │    │    │         │    │    │    │    │    │    │    │    │    │    │    │    ├──> Thierry Chabot (24/10/1928-01/09/1944)
     │    │    │    │    │         │    │    │    │    │    │    │         │    │    │    │    │    │    │    │    │    │    │    │    │
     │    │    │    │    │         │    │    │    │    │    │    │         │    │    │    │    │    │    │    │    │    │    │    │    └──> Stanislas Chabot (25/07/1930)
     │    │    │    │    │         │    │    │    │    │    │    │         │    │    │    │    │    │    │    │    │    │    │    │    │    x (07/06/1955) Solange Van Cappel de 
Prémont

     │    │    │    │    │         │    │    │    │    │    │    │         │    │    │    │    │    │    │    │    │    │    │    │    │    │
     │    │    │    │    │         │    │    │    │    │    │    │         │    │    │    │    │    │    │    │    │    │    │    │    │    ├──> Anita Chabot (16/08/1956)
     │    │    │    │    │         │    │    │    │    │    │    │         │    │    │    │    │    │    │    │    │    │    │    │    │    │
     │    │    │    │    │         │    │    │    │    │    │    │         │    │    │    │    │    │    │    │    │    │    │    │    │    ├──> Thierry Chabot (17/02/1959)
     │    │    │    │    │         │    │    │    │    │    │    │         │    │    │    │    │    │    │    │    │    │    │    │    │    │
     │    │    │    │    │         │    │    │    │    │    │    │         │    │    │    │    │    │    │    │    │    │    │    │    │    ├──> Ludovic Chabot (26/05/1962)
     │    │    │    │    │         │    │    │    │    │    │    │         │    │    │    │    │    │    │    │    │    │    │    │    │    │
     │    │    │    │    │         │    │    │    │    │    │    │         │    │    │    │    │    │    │    │    │    │    │    │    │    └──> Antoine Chabot (1966)
     │    │    │    │    │         │    │    │    │    │    │    │         │    │    │    │    │    │    │    │    │    │    │    │    │
     │    │    │    │    │         │    │    │    │    │    │    │         │    │    │    │    │    │    │    │    │    │    │    │    ├──> Bernard Chabot (28/02/1932)
     │    │    │    │    │         │    │    │    │    │    │    │         │    │    │    │    │    │    │    │    │    │    │    │    │    x (03/07/1958) Solange de Vigneral
     │    │    │    │    │         │    │    │    │    │    │    │         │    │    │    │    │    │    │    │    │    │    │    │    │    │
     │    │    │    │    │         │    │    │    │    │    │    │         │    │    │    │    │    │    │    │    │    │    │    │    │    ├──> Sophie Chabot (10/04/1957)
     │    │    │    │    │         │    │    │    │    │    │    │         │    │    │    │    │    │    │    │    │    │    │    │    │    │
     │    │    │    │    │         │    │    │    │    │    │    │         │    │    │    │    │    │    │    │    │    │    │    │    │    ├──> Éric Chabot (06/07/1961)
     │    │    │    │    │         │    │    │    │    │    │    │         │    │    │    │    │    │    │    │    │    │    │    │    │    │
     │    │    │    │    │         │    │    │    │    │    │    │         │    │    │    │    │    │    │    │    │    │    │    │    │    ├──> Olivier Chabot (03/11/1966)
     │    │    │    │    │         │    │    │    │    │    │    │         │    │    │    │    │    │    │    │    │    │    │    │    │    │
     │    │    │    │    │         │    │    │    │    │    │    │         │    │    │    │    │    │    │    │    │    │    │    │    │    └──> Geoffroy Chabot (1970)
     │    │    │    │    │         │    │    │    │    │    │    │         │    │    │    │    │    │    │    │    │    │    │    │    │
     │    │    │    │    │         │    │    │    │    │    │    │         │    │    │    │    │    │    │    │    │    │    │    │    └──> Geneviève Chabot (08/01/1934)
     │    │    │    │    │         │    │    │    │    │    │    │         │    │    │    │    │    │    │    │    │    │    │    │         x (06/07/1955) Charles Leclerc de Hauteclocque
     │    │    │    │    │         │    │    │    │    │    │    │         │    │    │    │    │    │    │    │    │    │    │    │
     │    │    │    │    │         │    │    │    │    │    │    │         │    │    │    │    │    │    │    │    │    │    │    ├──> Berthe Chabot (1892-1962)
     │    │    │    │    │         │    │    │    │    │    │    │         │    │    │    │    │    │    │    │    │    │    │    │
     │    │    │    │    │         │    │    │    │    │    │    │         │    │    │    │    │    │    │    │    │    │    │    └──> Édouard Chabot (1892-1893)
     │    │    │    │    │         │    │    │    │    │    │    │         │    │    │    │    │    │    │    │    │    │    │
     │    │    │    │    │         │    │    │    │    │    │    │         │    │    │    │    │    │    │    │    │    │    ├──> Madeleine Charlotte Chabot (1858-1933)
     │    │    │    │    │         │    │    │    │    │    │    │         │    │    │    │    │    │    │    │    │    │    │    x (1881) René Auguste Marie Marcel Charles du Breil de Pontbriand de La Caunelaye (????-1936)
     │    │    │    │    │         │    │    │    │    │    │    │         │    │    │    │    │    │    │    │    │    │    │
     │    │    │    │    │         │    │    │    │    │    │    │         │    │    │    │    │    │    │    │    │    │    ├──> Charles Auguste Chabot (1859-1944)
     │    │    │    │    │         │    │    │    │    │    │    │         │    │    │    │    │    │    │    │    │    │    │    x (1892) Geneviève de Fredy (????-1946)
     │    │    │    │    │         │    │    │    │    │    │    │         │    │    │    │    │    │    │    │    │    │    │    │
     │    │    │    │    │         │    │    │    │    │    │    │         │    │    │    │    │    │    │    │    │    │    │    ├──> Henry Chabot (1893-1915)
     │    │    │    │    │         │    │    │    │    │    │    │         │    │    │    │    │    │    │    │    │    │    │    │
     │    │    │    │    │         │    │    │    │    │    │    │         │    │    │    │    │    │    │    │    │    │    │    ├──> Germaine Chabot (1898-????)
     │    │    │    │    │         │    │    │    │    │    │    │         │    │    │    │    │    │    │    │    │    │    │    │    x (1921) André de La Fonchais (????-1974)
     │    │    │    │    │         │    │    │    │    │    │    │         │    │    │    │    │    │    │    │    │    │    │    │
     │    │    │    │    │         │    │    │    │    │    │    │         │    │    │    │    │    │    │    │    │    │    │    └──> Jacques Chabot (1902-????)
     │    │    │    │    │         │    │    │    │    │    │    │         │    │    │    │    │    │    │    │    │    │    │         x (1925) Odette de Rouault
     │    │    │    │    │         │    │    │    │    │    │    │         │    │    │    │    │    │    │    │    │    │    │         │
     │    │    │    │    │         │    │    │    │    │    │    │         │    │    │    │    │    │    │    │    │    │    │         ├──> Jean Chabot (1925)
     │    │    │    │    │         │    │    │    │    │    │    │         │    │    │    │    │    │    │    │    │    │    │         │    x (1951) Mercédès Vivianne France Sabine de Cambourg
     │    │    │    │    │         │    │    │    │    │    │    │         │    │    │    │    │    │    │    │    │    │    │         │
     │    │    │    │    │         │    │    │    │    │    │    │         │    │    │    │    │    │    │    │    │    │    │         └──> Annick Chabot (1926)
     │    │    │    │    │         │    │    │    │    │    │    │         │    │    │    │    │    │    │    │    │    │    │              x (1949) Claude Armand
     │    │    │    │    │         │    │    │    │    │    │    │         │    │    │    │    │    │    │    │    │    │    │
     │    │    │    │    │         │    │    │    │    │    │    │         │    │    │    │    │    │    │    │    │    │    ├──> Robert Chabot (1861-1861)
     │    │    │    │    │         │    │    │    │    │    │    │         │    │    │    │    │    │    │    │    │    │    │
     │    │    │    │    │         │    │    │    │    │    │    │         │    │    │    │    │    │    │    │    │    │    ├──> Raoul Chabot (1863-1920)
     │    │    │    │    │         │    │    │    │    │    │    │         │    │    │    │    │    │    │    │    │    │    │    x (1893) Jacqueline 
Thibault de La Carte de La Ferté-Senectère
 (1869-1901)
     │    │    │    │    │         │    │    │    │    │    │    │         │    │    │    │    │    │    │    │    │    │    │    x (1903) Yolande de Boux de Casson (????-1954)
     │    │    │    │    │         │    │    │    │    │    │    │         │    │    │    │    │    │    │    │    │    │    │    │
     │    │    │    │    │         │    │    │    │    │    │    │         │    │    │    │    │    │    │    │    │    │    │    ├──> Guy Chabot (1906-1918)
     │    │    │    │    │         │    │    │    │    │    │    │         │    │    │    │    │    │    │    │    │    │    │    │
     │    │    │    │    │         │    │    │    │    │    │    │         │    │    │    │    │    │    │    │    │    │    │    └──> Marie Chabot (1911)
     │    │    │    │    │         │    │    │    │    │    │    │         │    │    │    │    │    │    │    │    │    │    │         x (1929) … de Lorgerie (????-1972)
     │    │    │    │    │         │    │    │    │    │    │    │         │    │    │    │    │    │    │    │    │    │    │
     │    │    │    │    │         │    │    │    │    │    │    │         │    │    │    │    │    │    │    │    │    │    └──> Maurice Joseph Chabot (1864-1929)
     │    │    │    │    │         │    │    │    │    │    │    │         │    │    │    │    │    │    │    │    │    │         x (1894) Amédée Marie du Pontavice de Vaugarny (1871-1930 à 
Istanbul
)
     │    │    │    │    │         │    │    │    │    │    │    │         │    │    │    │    │    │    │    │    │    │         │
     │    │    │    │    │         │    │    │    │    │    │    │         │    │    │    │    │    │    │    │    │    │         └──> Guy Chabot (1895-1905)
     │    │    │    │    │         │    │    │    │    │    │    │         │    │    │    │    │    │    │    │    │    │
     │    │    │    │    │         │    │    │    │    │    │    │         │    │    │    │    │    │    │    │    │    ├──> Charles Raymond Chabot (1827-1916)
     │    │    │    │    │         │    │    │    │    │    │    │         │    │    │    │    │    │    │    │    │    │    x (1859) Jeanne Victurnienne 
Colbert
 
de Maulévrier
 (1839-1906)
     │    │    │    │    │         │    │    │    │    │    │    │         │    │    │    │    │    │    │    │    │    │    │
     │    │    │    │    │         │    │    │    │    │    │    │         │    │    │    │    │    │    │    │    │    │    ├──> Jean Auguste Chabot (1862-1910)
     │    │    │    │    │         │    │    │    │    │    │    │         │    │    │    │    │    │    │    │    │    │    │    x (1899) Alice du Hamel (1865-1924)
     │    │    │    │    │         │    │    │    │    │    │    │         │    │    │    │    │    │    │    │    │    │    │    │
     │    │    │    │    │         │    │    │    │    │    │    │         │    │    │    │    │    │    │    │    │    │    │    └──> Sabine Chabot (1901-1968)
     │    │    │    │    │         │    │    │    │    │    │    │         │    │    │    │    │    │    │    │    │    │    │         x (1920) Jacques de Carheil
     │    │    │    │    │         │    │    │    │    │    │    │         │    │    │    │    │    │    │    │    │    │    │
     │    │    │    │    │         │    │    │    │    │    │    │         │    │    │    │    │    │    │    │    │    │    ├──> François Chabot (1876-1959)
     │    │    │    │    │         │    │    │    │    │    │    │         │    │    │    │    │    │    │    │    │    │    │    x (1909) 
Marthe Fanny Eugénie Wittouck
 (1882-1950)
     │    │    │    │    │         │    │    │    │    │    │    │         │    │    │    │    │    │    │    │    │    │    │    │
     │    │    │    │    │         │    │    │    │    │    │    │         │    │    │    │    │    │    │    │    │    │    │    ├──> Christine Chabot (1913)
     │    │    │    │    │         │    │    │    │    │    │    │         │    │    │    │    │    │    │    │    │    │    │    │    x (1934) Hervé Pierre Guillaume Chabrou de La Roulière (????-1947)
     │    │    │    │    │         │    │    │    │    │    │    │         │    │    │    │    │    │    │    │    │    │    │    │
     │    │    │    │    │         │    │    │    │    │    │    │         │    │    │    │    │    │    │    │    │    │    │    └──> Françoise Chabot (1922)
     │    │    │    │    │         │    │    │    │    │    │    │         │    │    │    │    │    │    │    │    │    │    │         x (1942) Jacques Marie Joseph Stanislas Ghislain du Hamel de Fougeroux
     │    │    │    │    │         │    │    │    │    │    │    │         │    │    │    │    │    │    │    │    │    │    │
     │    │    │    │    │         │    │    │    │    │    │    │         │    │    │    │    │    │    │    │    │    │    └──> Marie Victurnienne Chabot (1881-1963)
     │    │    │    │    │         │    │    │    │    │    │    │         │    │    │    │    │    │    │    │    │    │         x (1903) Jean de Romans (????-1943)
     │    │    │    │    │         │    │    │    │    │    │    │         │    │    │    │    │    │    │    │    │    │
     │    │    │    │    │         │    │    │    │    │    │    │         │    │    │    │    │    │    │    │    │    ├──> Jules Constantin Chabot (1830-1890)
     │    │    │    │    │         │    │    │    │    │    │    │         │    │    │    │    │    │    │    │    │    │    x (1853) Marie Isabelle de 
La Corbière
 (1922)
     │    │    │    │    │         │    │    │    │    │    │    │         │    │    │    │    │    │    │    │    │    │    │
     │    │    │    │    │         │    │    │    │    │    │    │         │    │    │    │    │    │    │    │    │    │    ├──> Gérard Chabot (1854-1928)
     │    │    │    │    │         │    │    │    │    │    │    │         │    │    │    │    │    │    │    │    │    │    │    x (1880) Irène Foucher de Brandois (1860-1886)
     │    │    │    │    │         │    │    │    │    │    │    │         │    │    │    │    │    │    │    │    │    │    │    │
     │    │    │    │    │         │    │    │    │    │    │    │         │    │    │    │    │    │    │    │    │    │    │    ├──> Bernard Chabot (1881-1955)
     │    │    │    │    │         │    │    │    │    │    │    │         │    │    │    │    │    │    │    │    │    │    │    │    x (1909) Thérèse de Réau de La Gaignonnière (1880-1959)
     │    │    │    │    │         │    │    │    │    │    │    │         │    │    │    │    │    │    │    │    │    │    │    │    │
     │    │    │    │    │         │    │    │    │    │    │    │         │    │    │    │    │    │    │    │    │    │    │    │    ├──> Louis Chabot (1909)
     │    │    │    │    │         │    │    │    │    │    │    │         │    │    │    │    │    │    │    │    │    │    │    │    │    x (1934) Inès Becquet de Mégille
     │    │    │    │    │         │    │    │    │    │    │    │         │    │    │    │    │    │    │    │    │    │    │    │    │    │
     │    │    │    │    │         │    │    │    │    │    │    │         │    │    │    │    │    │    │    │    │    │    │    │    │    ├──> Alain Chabot (1944-1944)
     │    │    │    │    │         │    │    │    │    │    │    │         │    │    │    │    │    │    │    │    │    │    │    │    │    │
     │    │    │    │    │         │    │    │    │    │    │    │         │    │    │    │    │    │    │    │    │    │    │    │    │    ├──> Gérard Chabot (1946)
     │    │    │    │    │         │    │    │    │    │    │    │         │    │    │    │    │    │    │    │    │    │    │    │    │    │    x Nicole Garreau de Labarre
     │    │    │    │    │         │    │    │    │    │    │    │         │    │    │    │    │    │    │    │    │    │    │    │    │    │
     │    │    │    │    │         │    │    │    │    │    │    │         │    │    │    │    │    │    │    │    │    │    │    │    │    ├──> Marie Thérèse Chabot (1948)
     │    │    │    │    │         │    │    │    │    │    │    │         │    │    │    │    │    │    │    │    │    │    │    │    │    │    x Jean Darblay
     │    │    │    │    │         │    │    │    │    │    │    │         │    │    │    │    │    │    │    │    │    │    │    │    │    │
     │    │    │    │    │         │    │    │    │    │    │    │         │    │    │    │    │    │    │    │    │    │    │    │    │    ├──> Hubert Chabot (1951)
     │    │    │    │    │         │    │    │    │    │    │    │         │    │    │    │    │    │    │    │    │    │    │    │    │    │    x Brigitte Mertens de Wilmars
     │    │    │    │    │         │    │    │    │    │    │    │         │    │    │    │    │    │    │    │    │    │    │    │    │    │
     │    │    │    │    │         │    │    │    │    │    │    │         │    │    │    │    │    │    │    │    │    │    │    │    │    x Marie Thérèse des Legons
     │    │    │    │    │         │    │    │    │    │    │    │         │    │    │    │    │    │    │    │    │    │    │    │    │
     │    │    │    │    │         │    │    │    │    │    │    │         │    │    │    │    │    │    │    │    │    │    │    │    ├──> Marie Thérèse Chabot (1911)
     │    │    │    │    │         │    │    │    │    │    │    │         │    │    │    │    │    │    │    │    │    │    │    │    │    x (1933) Louis de Fraix de Figon
     │    │    │    │    │         │    │    │    │    │    │    │         │    │    │    │    │    │    │    │    │    │    │    │    │
     │    │    │    │    │         │    │    │    │    │    │    │         │    │    │    │    │    │    │    │    │    │    │    │    ├──> Xavier Chabot (1912)
     │    │    │    │    │         │    │    │    │    │    │    │         │    │    │    │    │    │    │    │    │    │    │    │    │    x (1943) Odile Thoux
     │    │    │    │    │         │    │    │    │    │    │    │         │    │    │    │    │    │    │    │    │    │    │    │    │    │
     │    │    │    │    │         │    │    │    │    │    │    │         │    │    │    │    │    │    │    │    │    │    │    │    │    ├──> Anne Marie Chabot (1944)
     │    │    │    │    │         │    │    │    │    │    │    │         │    │    │    │    │    │    │    │    │    │    │    │    │    │    x André Quéré
     │    │    │    │    │         │    │    │    │    │    │    │         │    │    │    │    │    │    │    │    │    │    │    │    │    │
     │    │    │    │    │         │    │    │    │    │    │    │         │    │    │    │    │    │    │    │    │    │    │    │    │    ├──> Michel Chabot (1945)
     │    │    │    │    │         │    │    │    │    │    │    │         │    │    │    │    │    │    │    │    │    │    │    │    │    │    x (1973) Annick Bureau
     │    │    │    │    │         │    │    │    │    │    │    │         │    │    │    │    │    │    │    │    │    │    │    │    │    │
     │    │    │    │    │         │    │    │    │    │    │    │         │    │    │    │    │    │    │    │    │    │    │    │    │    ├──> François Chabot (1946)
     │    │    │    │    │         │    │    │    │    │    │    │         │    │    │    │    │    │    │    │    │    │    │    │    │    │
     │    │    │    │    │         │    │    │    │    │    │    │         │    │    │    │    │    │    │    │    │    │    │    │    │    ├──> Bernard Chabot (1948)
     │    │    │    │    │         │    │    │    │    │    │    │         │    │    │    │    │    │    │    │    │    │    │    │    │    │    x (1972) Béatrice de Goué
     │    │    │    │    │         │    │    │    │    │    │    │         │    │    │    │    │    │    │    │    │    │    │    │    │    │
     │    │    │    │    │         │    │    │    │    │    │    │         │    │    │    │    │    │    │    │    │    │    │    │    │    ├──> Irène Chabot (1949)
     │    │    │    │    │         │    │    │    │    │    │    │         │    │    │    │    │    │    │    │    │    │    │    │    │    │
     │    │    │    │    │         │    │    │    │    │    │    │         │    │    │    │    │    │    │    │    │    │    │    │    │    ├──> Nicole Chabot (1953)
     │    │    │    │    │         │    │    │    │    │    │    │         │    │    │    │    │    │    │    │    │    │    │    │    │    │
     │    │    │    │    │         │    │    │    │    │    │    │         │    │    │    │    │    │    │    │    │    │    │    │    │    └──> Yves Chabot (1954)
     │    │    │    │    │         │    │    │    │    │    │    │         │    │    │    │    │    │    │    │    │    │    │    │    │         x Sylvie Écomard
     │    │    │    │    │         │    │    │    │    │    │    │         │    │    │    │    │    │    │    │    │    │    │    │    │
     │    │    │    │    │         │    │    │    │    │    │    │         │    │    │    │    │    │    │    │    │    │    │    │    └──> Irène Chabot (1914)
     │    │    │    │    │         │    │    │    │    │    │    │         │    │    │    │    │    │    │    │    │    │    │    │         x (1934) Xavier de Fraix de Figon
     │    │    │    │    │         │    │    │    │    │    │    │         │    │    │    │    │    │    │    │    │    │    │    │
     │    │    │    │    │         │    │    │    │    │    │    │         │    │    │    │    │    │    │    │    │    │    │    └──> Agnès Chabot (1883-1927)
     │    │    │    │    │         │    │    │    │    │    │    │         │    │    │    │    │    │    │    │    │    │    │         x (1907) Léon de Garidel-Thorn (????-1942)
     │    │    │    │    │         │    │    │    │    │    │    │         │    │    │    │    │    │    │    │    │    │    │
     │    │    │    │    │         │    │    │    │    │    │    │         │    │    │    │    │    │    │    │    │    │    ├──> Françoise Chabot (1858-????)
     │    │    │    │    │         │    │    │    │    │    │    │         │    │    │    │    │    │    │    │    │    │    │
     │    │    │    │    │         │    │    │    │    │    │    │         │    │    │    │    │    │    │    │    │    │    └──> Paul Chabot (1864-1950)
     │    │    │    │    │         │    │    │    │    │    │    │         │    │    │    │    │    │    │    │    │    │         x (1892) Marie Thérèse du Ferrières de Sauveboeuf (1868-1921)
     │    │    │    │    │         │    │    │    │    │    │    │         │    │    │    │    │    │    │    │    │    │         │
     │    │    │    │    │         │    │    │    │    │    │    │         │    │    │    │    │    │    │    │    │    │         └──> Philippe Chabot (1896-1976)
     │    │    │    │    │         │    │    │    │    │    │    │         │    │    │    │    │    │    │    │    │    │              x (1925) Jan Hurault de 
Vibraye

     │    │    │    │    │         │    │    │    │    │    │    │         │    │    │    │    │    │    │    │    │    │              │
     │    │    │    │    │         │    │    │    │    │    │    │         │    │    │    │    │    │    │    │    │    │              ├──> Sébran Chabot (1926)
     │    │    │    │    │         │    │    │    │    │    │    │         │    │    │    │    │    │    │    │    │    │              │    x (1963) Guillemette Fromenton de Saint-Charles
     │    │    │    │    │         │    │    │    │    │    │    │         │    │    │    │    │    │    │    │    │    │              │    │
     │    │    │    │    │         │    │    │    │    │    │    │         │    │    │    │    │    │    │    │    │    │              │    ├──> Catherine Chabot (1964)
     │    │    │    │    │         │    │    │    │    │    │    │         │    │    │    │    │    │    │    │    │    │              │    │
     │    │    │    │    │         │    │    │    │    │    │    │         │    │    │    │    │    │    │    │    │    │              │    └──> Charles Chabot (1967)
     │    │    │    │    │         │    │    │    │    │    │    │         │    │    │    │    │    │    │    │    │    │              │
     │    │    │    │    │         │    │    │    │    │    │    │         │    │    │    │    │    │    │    │    │    │              └──> Henri Chabot (1934)
     │    │    │    │    │         │    │    │    │    │    │    │         │    │    │    │    │    │    │    │    │    │                   x (1963) Nicole Colombu
     │    │    │    │    │         │    │    │    │    │    │    │         │    │    │    │    │    │    │    │    │    │
     │    │    │    │    │         │    │    │    │    │    │    │         │    │    │    │    │    │    │    │    │    └──> Louise Adélaïde Chabot (1834-1884)
     │    │    │    │    │         │    │    │    │    │    │    │         │    │    │    │    │    │    │    │    │         x (1853) Henri Charles Gabriel Savary de Beauregard (????-1884)
     │    │    │    │    │         │    │    │    │    │    │    │         │    │    │    │    │    │    │    │    │
     │    │    │    │    │         │    │    │    │    │    │    │         │    │    │    │    │    │    │    │    ├──> Charles Alexandre Chabot (1785-1862)
     │    │    │    │    │         │    │    │    │    │    │    │         │    │    │    │    │    │    │    │    │
     │    │    │    │    │         │    │    │    │    │    │    │         │    │    │    │    │    │    │    │    └──> Céleste Eulalie Chabot (1788-1858)
     │    │    │    │    │         │    │    │    │    │    │    │         │    │    │    │    │    │    │    │
     │    │    │    │    │         │    │    │    │    │    │    │         │    │    │    │    │    │    │    ├──> Marie Esprit Chabot (????-1817), seigneur de Moureil
     │    │    │    │    │         │    │    │    │    │    │    │         │    │    │    │    │    │    │    │
     │    │    │    │    │         │    │    │    │    │    │    │         │    │    │    │    │    │    │    └──> César Auguste Chabot (???? – après 1776)
     │    │    │    │    │         │    │    │    │    │    │    │         │    │    │    │    │    │    │
     │    │    │    │    │         │    │    │    │    │    │    │         │    │    │    │    │    │    ├──> Claude Chabot (????-1770)
     │    │    │    │    │         │    │    │    │    │    │    │         │    │    │    │    │    │    │
     │    │    │    │    │         │    │    │    │    │    │    │         │    │    │    │    │    │    ├──> Marie Martial Chabot (????-1785), seigneur de Thénies et de La Rairie
     │    │    │    │    │         │    │    │    │    │    │    │         │    │    │    │    │    │    │    x Marie Charlotte Léonore Prévost de La Boutelière (????-1793 au 
Mans
)
     │    │    │    │    │         │    │    │    │    │    │    │         │    │    │    │    │    │    │    │
     │    │    │    │    │         │    │    │    │    │    │    │         │    │    │    │    │    │    │    └──> Martial Chabot, seigneur de Thénies et de La Rairie
     │    │    │    │    │         │    │    │    │    │    │    │         │    │    │    │    │    │    │
     │    │    │    │    │         │    │    │    │    │    │    │         │    │    │    │    │    │    ├──> Louis Anne Chabot
     │    │    │    │    │         │    │    │    │    │    │    │         │    │    │    │    │    │    │
     │    │    │    │    │         │    │    │    │    │    │    │         │    │    │    │    │    │    ├──> Armand Isaac Chabot, chanoine
     │    │    │    │    │         │    │    │    │    │    │    │         │    │    │    │    │    │    │
     │    │    │    │    │         │    │    │    │    │    │    │         │    │    │    │    │    │    ├──> Suzanne Victoire Chabot (???? – après 1770)
     │    │    │    │    │         │    │    │    │    │    │    │         │    │    │    │    │    │    │    x Charles Fortuné Boisson, seigneur de La Couraisière
     │    │    │    │    │         │    │    │    │    │    │    │         │    │    │    │    │    │    │
     │    │    │    │    │         │    │    │    │    │    │    │         │    │    │    │    │    │    ├──> Joséphine Chabot dite « Mademoiselle des Coulandres »
     │    │    │    │    │         │    │    │    │    │    │    │         │    │    │    │    │    │    │
     │    │    │    │    │         │    │    │    │    │    │    │         │    │    │    │    │    │    └──> Marie Modeste Chabot
     │    │    │    │    │         │    │    │    │    │    │    │         │    │    │    │    │    │
     │    │    │    │    │         │    │    │    │    │    │    │         │    │    │    │    │    └──> Marie Charlotte Chabot
     │    │    │    │    │         │    │    │    │    │    │    │         │    │    │    │    │         x (1715) Jacques Pierre Guerry, seigneur de Beauregard
     │    │    │    │    │         │    │    │    │    │    │    │         │    │    │    │    │
     │    │    │    │    │         │    │    │    │    │    │    │         │    │    │    │    ├──> Suzanne Chabot (???? – après 1700)
     │    │    │    │    │         │    │    │    │    │    │    │         │    │    │    │    │    x (1676) Alexandre Goyon, seigneur des Coulandres
     │    │    │    │    │         │    │    │    │    │    │    │         │    │    │    │    │
     │    │    │    │    │         │    │    │    │    │    │    │         │    │    │    │    ├──> Marie Charlotte Chabot (???? – après 1706)
     │    │    │    │    │         │    │    │    │    │    │    │         │    │    │    │    │    x Louis François de Kerveno, seigneur de L'Aubounière
     │    │    │    │    │         │    │    │    │    │    │    │         │    │    │    │    │
     │    │    │    │    │         │    │    │    │    │    │    │         │    │    │    │    └──> Marie Anne Chabot (????-1706)
     │    │    │    │    │         │    │    │    │    │    │    │         │    │    │    │
     │    │    │    │    │         │    │    │    │    │    │    │         │    │    │    ├──> Daniel Chabot, seigneur des Fontaines
     │    │    │    │    │         │    │    │    │    │    │    │         │    │    │    │
     │    │    │    │    │         │    │    │    │    │    │    │         │    │    │    └──> Théophile Chabot (???? – vers 1654), seigneur de Cadillac
     │    │    │    │    │         │    │    │    │    │    │    │         │    │    │
     │    │    │    │    │         │    │    │    │    │    │    │         │    │    └──> Françoise Chabot
     │    │    │    │    │         │    │    │    │    │    │    │         │    │         x (1581) François Gourdeau, seigneur d'Avau
     │    │    │    │    │         │    │    │    │    │    │    │         │    │
     │    │    │    │    │         │    │    │    │    │    │    │         │    ├──> Léon Chabot (????-1575), seigneur de 
Puyraveau
, lieutenant de 
La Roche-sur-Yon

     │    │    │    │    │         │    │    │    │    │    │    │         │    │    x …
     │    │    │    │    │         │    │    │    │    │    │    │         │    │    │
     │    │    │    │    │         │    │    │    │    │    │    │         │    │    └──> Philippe Chabot, 
écuyer
, seigneur de Puyraveau
     │    │    │    │    │         │    │    │    │    │    │    │         │    │
     │    │    │    │    │         │    │    │    │    │    │    │         │    ├──> Antoine Chabot (????-1564), seigneur des Aigneaux
     │    │    │    │    │         │    │    │    │    │    │    │         │    │
     │    │    │    │    │         │    │    │    │    │    │    │         │    ├──> Louis Chabot (????-1569)
     │    │    │    │    │         │    │    │    │    │    │    │         │    │
     │    │    │    │    │         │    │    │    │    │    │    │         │    └──> Charlotte Chabot
     │    │    │    │    │         │    │    │    │    │    │    │         │         x (1561) … Leroux
     │    │    │    │    │         │    │    │    │    │    │    │         │
     │    │    │    │    │         │    │    │    │    │    │    │         ├──> Yves Chabot (????-1559)
     │    │    │    │    │         │    │    │    │    │    │    │         │
     │    │    │    │    │         │    │    │    │    │    │    │         └──> Huberte Chabot
     │    │    │    │    │         │    │    │    │    │    │    │              x (1500) Forton Maubrun
     │    │    │    │    │         │    │    │    │    │    │    │
     │    │    │    │    │         │    │    │    │    │    │    └──> Isabeau Chabot
     │    │    │    │    │         │    │    │    │    │    │         x Christophe de 
La Rochefoucauld

     │    │    │    │    │         │    │    │    │    │    │
     │    │    │    │    │         │    │    │    │    │    ├──> Raoul Chabot
     │    │    │    │    │         │    │    │    │    │    │
     │    │    │    │    │         │    │    │    │    │    ├──> Guillaume Chabot (????-1447)
     │    │    │    │    │         │    │    │    │    │    │    x Madeleine de Badiol
     │    │    │    │    │         │    │    │    │    │    │
     │    │    │    │    │         │    │    │    │    │    ├──> Louis Chabot (???? – vers 1461), seigneur d'
Aleu

     │    │    │    │    │         │    │    │    │    │    │    x (vers 1427) Jeanne Buffeteau (vers 1408 – ????), dame d'
Aleu

     │    │    │    │    │         │    │    │    │    │    │    │
     │    │    │    │    │         │    │    │    │    │    │    ├──> Artus Chabot (avant 1426 – vers 1487), seigneur d'
Aleu

     │    │    │    │    │         │    │    │    │    │    │    │    x Catherine de La Porte (???? – vers 1487)
     │    │    │    │    │         │    │    │    │    │    │    │    │
     │    │    │    │    │         │    │    │    │    │    │    │    ├──> René Chabot (????-1527), seigneur d'
Aleu

     │    │    │    │    │         │    │    │    │    │    │    │    │    x Jeanne de Beauchamps
     │    │    │    │    │         │    │    │    │    │    │    │    │
     │    │    │    │    │         │    │    │    │    │    │    │    ├──> Antoine Chabot (vers 1455 – avant 1507), sieur de Thélouzé
     │    │    │    │    │         │    │    │    │    │    │    │    │    x …
     │    │    │    │    │         │    │    │    │    │    │    │    │    │
     │    │    │    │    │         │    │    │    │    │    │    │    │    ├──> Jehan Chabot (vers 1484 – 1539), seigneur de 
La Pimpelière

     │    │    │    │    │         │    │    │    │    │    │    │    │    │    x Françoise Naulet (????-1538)
     │    │    │    │    │         │    │    │    │    │    │    │    │    │    │
     │    │    │    │    │         │    │    │    │    │    │    │    │    │    └──> François Chabot (???? – avant 1572), seigneur de La Pimpelière
     │    │    │    │    │         │    │    │    │    │    │    │    │    │         x Marie Jouslard (???? – après 1569)
     │    │    │    │    │         │    │    │    │    │    │    │    │    │         │
     │    │    │    │    │         │    │    │    │    │    │    │    │    │         └──> Jean-Baptiste Chabot (vers 1541 – avant 1586), seigneur de La Pimpelière
     │    │    │    │    │         │    │    │    │    │    │    │    │    │              x Jacquette de Villiers
     │    │    │    │    │         │    │    │    │    │    │    │    │    │              │
     │    │    │    │    │         │    │    │    │    │    │    │    │    │              └──> André Chabot, seigneur des Marais
     │    │    │    │    │         │    │    │    │    │    │    │    │    │                   x Catherine Doreil
     │    │    │    │    │         │    │    │    │    │    │    │    │    │                   │
     │    │    │    │    │         │    │    │    │    │    │    │    │    │                   └──> François Chabot, seigneur des Marais
     │    │    │    │    │         │    │    │    │    │    │    │    │    │                        x Marie Disleau (après 1635 – ????)
     │    │    │    │    │         │    │    │    │    │    │    │    │    │                        │
     │    │    │    │    │         │    │    │    │    │    │    │    │    │                        ├──> Jacques Chabot, seigneur de Moulin-Neuf, des Marais, de Boisrenoux et de Viré, fermier général des abbayes de Celles et des Châtelliers
     │    │    │    │    │         │    │    │    │    │    │    │    │    │                        │    x Jeanne Rivet
     │    │    │    │    │         │    │    │    │    │    │    │    │    │                        │    │
     │    │    │    │    │         │    │    │    │    │    │    │    │    │                        │    ├──> François Chabot, seigneur de La Guignardière, conseiller du roi, échevin de 
Niort
, élu en l'élection de 
Saint-Maixent

     │    │    │    │    │         │    │    │    │    │    │    │    │    │                        │    │    x (18/10/1698 à 
Saint-Romans-lès-Melle
) Louise Guillermeau
     │    │    │    │    │         │    │    │    │    │    │    │    │    │                        │    │    │
     │    │    │    │    │         │    │    │    │    │    │    │    │    │                        │    │    ├──> Jean Chabot (1702-????)
     │    │    │    │    │         │    │    │    │    │    │    │    │    │                        │    │    │
     │    │    │    │    │         │    │    │    │    │    │    │    │    │                        │    │    ├──> Abraham François Chabot (02/10/1703), seigneur de La Guignardière, avocat du roi au siège de 
Niort

     │    │    │    │    │         │    │    │    │    │    │    │    │    │                        │    │    │    x (21/11/1728 à 
Saint-Georges-de-Longuepierre
) Madeleine Pallardy
     │    │    │    │    │         │    │    │    │    │    │    │    │    │                        │    │    │    │
     │    │    │    │    │         │    │    │    │    │    │    │    │    │                        │    │    │    ├──> Jean François Chabot (1729 – vers 1810 à 
Niort
), gendarme de la garde du roi, avocat
     │    │    │    │    │         │    │    │    │    │    │    │    │    │                        │    │    │    │    x (15/04/1755 à 
Niort
) Marie Anne Élisabeth Racapé (vers 1732 –????)
     │    │    │    │    │         │    │    │    │    │    │    │    │    │                        │    │    │    │    │
     │    │    │    │    │         │    │    │    │    │    │    │    │    │                        │    │    │    │    ├──> Philippe François Chabot (13/02/1756-24/09/1792 à 
Lille
), capitaine d'infanterie
     │    │    │    │    │         │    │    │    │    │    │    │    │    │                        │    │    │    │    │
     │    │    │    │    │         │    │    │    │    │    │    │    │    │                        │    │    │    │    ├──> 
Louis François Jean Chabot
 (27/04/1757 à 
Niort
 – 11/03/1837 à 
Sansais
), baron Chabot, baron d'Empire, général, conseiller municipal de 
Niort
, chevalier de Saint-Louis, grand officier de la Légion d'honneur
     │    │    │    │    │         │    │    │    │    │    │    │    │    │                        │    │    │    │    │    x (1812 à 
Montpellier
) Gabrielle Rosine de Salles (vers 1793 – ????)
     │    │    │    │    │         │    │    │    │    │    │    │    │    │                        │    │    │    │    │    │
     │    │    │    │    │         │    │    │    │    │    │    │    │    │                        │    │    │    │    │    └──> Alphonse Chabot (1813-1872), baron de Chabot
     │    │    │    │    │         │    │    │    │    │    │    │    │    │                        │    │    │    │    │         x Noémie Simonneau (1819-????)
     │    │    │    │    │         │    │    │    │    │    │    │    │    │                        │    │    │    │    │         │
     │    │    │    │    │         │    │    │    │    │    │    │    │    │                        │    │    │    │    │         ├──> Marie Marguerite Victoire Chabot (01/10/1843 à 
Florensac
 – ????)
     │    │    │    │    │         │    │    │    │    │    │    │    │    │                        │    │    │    │    │         │
     │    │    │    │    │         │    │    │    │    │    │    │    │    │                        │    │    │    │    │         ├──> Marguerite Gabrielle Marie Chabot (14/11/1844 à 
Florensac
 – 1880)
     │    │    │    │    │         │    │    │    │    │    │    │    │    │                        │    │    │    │    │         │    x (29/04/1876 à 
Montpellier
) Joseph de Lajudie (1840-1917)
     │    │    │    │    │         │    │    │    │    │    │    │    │    │                        │    │    │    │    │         │
     │    │    │    │    │         │    │    │    │    │    │    │    │    │                        │    │    │    │    │         └──> Marie Rose Noémie Chabot (17/11/1850 à 
Villeveyrac
 – ????)
     │    │    │    │    │         │    │    │    │    │    │    │    │    │                        │    │    │    │    │              x (29/03/1868 à 
Montpellier
) Anselme Simonneau (1846-????)
     │    │    │    │    │         │    │    │    │    │    │    │    │    │                        │    │    │    │    │
     │    │    │    │    │         │    │    │    │    │    │    │    │    │                        │    │    │    │    └──> Marie Charlotte Élisabeth Chabot (1761-????)
     │    │    │    │    │         │    │    │    │    │    │    │    │    │                        │    │    │    │
     │    │    │    │    │         │    │    │    │    │    │    │    │    │                        │    │    │    x (1732) Élisabeth Jousseaume
     │    │    │    │    │         │    │    │    │    │    │    │    │    │                        │    │    │    │
     │    │    │    │    │         │    │    │    │    │    │    │    │    │                        │    │    │    ├──> Charles Frédéric Chabot, apothicaire à 
Saint-Maixent

     │    │    │    │    │         │    │    │    │    │    │    │    │    │                        │    │    │    │
     │    │    │    │    │         │    │    │    │    │    │    │    │    │                        │    │    │    ├──> Jean Benjamin Chabot (???? – après 1814)
     │    │    │    │    │         │    │    │    │    │    │    │    │    │                        │    │    │    │
     │    │    │    │    │         │    │    │    │    │    │    │    │    │                        │    │    │    ├──> Marie Anne Chabot
     │    │    │    │    │         │    │    │    │    │    │    │    │    │                        │    │    │    │
     │    │    │    │    │         │    │    │    │    │    │    │    │    │                        │    │    │    ├──> Julie Chabot (???? – après 1814)
     │    │    │    │    │         │    │    │    │    │    │    │    │    │                        │    │    │    │
     │    │    │    │    │         │    │    │    │    │    │    │    │    │                        │    │    │    ├──> Honoré Chabot (???? – avant 1781), marchand à 
Poitiers

     │    │    │    │    │         │    │    │    │    │    │    │    │    │                        │    │    │    │    x (15/05/1770 à 
Poitiers
) Marguerite Marie Marchand (????-1793)
     │    │    │    │    │         │    │    │    │    │    │    │    │    │                        │    │    │    │
     │    │    │    │    │         │    │    │    │    │    │    │    │    │                        │    │    │    └──> Paul Alexandre Chabot
     │    │    │    │    │         │    │    │    │    │    │    │    │    │                        │    │    │
     │    │    │    │    │         │    │    │    │    │    │    │    │    │                        │    │    ├──> Jacques Philippe Chabot
     │    │    │    │    │         │    │    │    │    │    │    │    │    │                        │    │    │
     │    │    │    │    │         │    │    │    │    │    │    │    │    │                        │    │    ├──> Jean Chabot
     │    │    │    │    │         │    │    │    │    │    │    │    │    │                        │    │    │
     │    │    │    │    │         │    │    │    │    │    │    │    │    │                        │    │    └──> Élisabeth Louise Chabot
     │    │    │    │    │         │    │    │    │    │    │    │    │    │                        │    │
     │    │    │    │    │         │    │    │    │    │    │    │    │    │                        │    ├──> Élisabeth Chabot
     │    │    │    │    │         │    │    │    │    │    │    │    │    │                        │    │    x (23/02/1694) Jacques Bonneau (1662-1736), seigneur des Marets
     │    │    │    │    │         │    │    │    │    │    │    │    │    │                        │    │
     │    │    │    │    │         │    │    │    │    │    │    │    │    │                        │    └──> Abraham Chabot (????-1750), seigneur de Boisrenoux, fermier général des abbayes de Celles et des Châtelliers
     │    │    │    │    │         │    │    │    │    │    │    │    │    │                        │         x Catherine Pérot de Bel-Isle
     │    │    │    │    │         │    │    │    │    │    │    │    │    │                        │         │
     │    │    │    │    │         │    │    │    │    │    │    │    │    │                        │         ├──> Marie Chabot (1704-1778)
     │    │    │    │    │         │    │    │    │    │    │    │    │    │                        │         │
     │    │    │    │    │         │    │    │    │    │    │    │    │    │                        │         ├──> Marie Françoise Chabot (????-06/09/1775)
     │    │    │    │    │         │    │    │    │    │    │    │    │    │                        │         │    x (18/06/1731) François Rouget (1699-1761), seigneur de La Barbinière
     │    │    │    │    │         │    │    │    │    │    │    │    │    │                        │         │
     │    │    │    │    │         │    │    │    │    │    │    │    │    │                        │         └──> Daniel François Chabot, fermier général de la baronnie de 
Saint-Romans-lès-Melle

     │    │    │    │    │         │    │    │    │    │    │    │    │    │                        │              x Marie Filleau
     │    │    │    │    │         │    │    │    │    │    │    │    │    │                        │              │
     │    │    │    │    │         │    │    │    │    │    │    │    │    │                        │              ├──> Blaise Félix Chabot (1738-????)
     │    │    │    │    │         │    │    │    │    │    │    │    │    │                        │              │
     │    │    │    │    │         │    │    │    │    │    │    │    │    │                        │              ├──> Marie Chabot (1739-1750)
     │    │    │    │    │         │    │    │    │    │    │    │    │    │                        │              │
     │    │    │    │    │         │    │    │    │    │    │    │    │    │                        │              ├──> Marie Anne Thérèse Chabot (1740-06/07/1815 à 
Niort
)
     │    │    │    │    │         │    │    │    │    │    │    │    │    │                        │              │
     │    │    │    │    │         │    │    │    │    │    │    │    │    │                        │              ├──> Étienne Thomas Chabot (1741-15/05/1817 à 
Melle
)
     │    │    │    │    │         │    │    │    │    │    │    │    │    │                        │              │    x Marie Madeleine Opportune Hugueteau de Chaillé
     │    │    │    │    │         │    │    │    │    │    │    │    │    │                        │              │    │
     │    │    │    │    │         │    │    │    │    │    │    │    │    │                        │              │    ├──> Étienne François Chabot (1770-????)
     │    │    │    │    │         │    │    │    │    │    │    │    │    │                        │              │    │
     │    │    │    │    │         │    │    │    │    │    │    │    │    │                        │              │    ├──> Étienne Alexandre Chabot (1773-1845)
     │    │    │    │    │         │    │    │    │    │    │    │    │    │                        │              │    │
     │    │    │    │    │         │    │    │    │    │    │    │    │    │                        │              │    ├──> Marie Madeleine Victoire Chabot (1778-????)
     │    │    │    │    │         │    │    │    │    │    │    │    │    │                        │              │    │
     │    │    │    │    │         │    │    │    │    │    │    │    │    │                        │              │    ├──> Alexandre Chabot
     │    │    │    │    │         │    │    │    │    │    │    │    │    │                        │              │    │
     │    │    │    │    │         │    │    │    │    │    │    │    │    │                        │              │    └──> Benjamin Chabot
     │    │    │    │    │         │    │    │    │    │    │    │    │    │                        │              │
     │    │    │    │    │         │    │    │    │    │    │    │    │    │                        │              ├──> Pierre Henri Chabot (1744-1811), fermier général de la baronnie de 
Saint-Romans-lès-Melle
, maire de 
Saint-Romans-lès-Melle

     │    │    │    │    │         │    │    │    │    │    │    │    │    │                        │              │    x Françoise Nicollas
     │    │    │    │    │         │    │    │    │    │    │    │    │    │                        │              │    │
     │    │    │    │    │         │    │    │    │    │    │    │    │    │                        │              │    ├──> Étienne Thomas Chabot (1769-????)
     │    │    │    │    │         │    │    │    │    │    │    │    │    │                        │              │    │
     │    │    │    │    │         │    │    │    │    │    │    │    │    │                        │              │    ├──> Marie Chabot (1771-????)
     │    │    │    │    │         │    │    │    │    │    │    │    │    │                        │              │    │
     │    │    │    │    │         │    │    │    │    │    │    │    │    │                        │              │    ├──> Pierre Henri Chabot (1772-????)
     │    │    │    │    │         │    │    │    │    │    │    │    │    │                        │              │    │
     │    │    │    │    │         │    │    │    │    │    │    │    │    │                        │              │    ├──> Jean-Baptiste Chabot
     │    │    │    │    │         │    │    │    │    │    │    │    │    │                        │              │    │
     │    │    │    │    │         │    │    │    │    │    │    │    │    │                        │              │    └──> Marie Anne Chabot
     │    │    │    │    │         │    │    │    │    │    │    │    │    │                        │              │
     │    │    │    │    │         │    │    │    │    │    │    │    │    │                        │              ├──> Louis François Chabot (1746-????)
     │    │    │    │    │         │    │    │    │    │    │    │    │    │                        │              │
     │    │    │    │    │         │    │    │    │    │    │    │    │    │                        │              └──> Louise Jeanne Chabot (1746-????)
     │    │    │    │    │         │    │    │    │    │    │    │    │    │                        │
     │    │    │    │    │         │    │    │    │    │    │    │    │    │                        └──> Suzanne Chabot (???? – après 1660)
     │    │    │    │    │         │    │    │    │    │    │    │    │    │                             x Jean Pallardy (???? – après 1696)
     │    │    │    │    │         │    │    │    │    │    │    │    │    │
     │    │    │    │    │         │    │    │    │    │    │    │    │    └──> Artus Chabot, seigneur de 
Passay

     │    │    │    │    │         │    │    │    │    │    │    │    │         x …
     │    │    │    │    │         │    │    │    │    │    │    │    │         │
     │    │    │    │    │         │    │    │    │    │    │    │    │         └──> Catherine Chabot
     │    │    │    │    │         │    │    │    │    │    │    │    │              x Gabriel Arembert, seigneur de Taillé
     │    │    │    │    │         │    │    │    │    │    │    │    │              x Méry Gourgault, seigneur de Mauprié
     │    │    │    │    │         │    │    │    │    │    │    │    │
     │    │    │    │    │         │    │    │    │    │    │    │    └──> Catherine Chabot
     │    │    │    │    │         │    │    │    │    │    │    │         x (vers 1500) François Bodet, seigneur de La Marterie
     │    │    │    │    │         │    │    │    │    │    │    │
     │    │    │    │    │         │    │    │    │    │    │    ├──> Guillaume Chabot (????-1523), seigneur de 
Chézeaux
 et de Vaires
     │    │    │    │    │         │    │    │    │    │    │    │    x Jeanne de Bellère
     │    │    │    │    │         │    │    │    │    │    │    │    x Jeanne de Janoilhac
     │    │    │    │    │         │    │    │    │    │    │    │
     │    │    │    │    │         │    │    │    │    │    │    ├──> Louis Chabot (????-1505), seigneur de Luc
     │    │    │    │    │         │    │    │    │    │    │    │    x Jeanne de Nuchèze
     │    │    │    │    │         │    │    │    │    │    │    │    │
     │    │    │    │    │         │    │    │    │    │    │    │    ├──> Pierre Chabot (???? – vers 1542), seigneur de Luc et de 
Chézeaux

     │    │    │    │    │         │    │    │    │    │    │    │    │    x Claude Chèvredent
     │    │    │    │    │         │    │    │    │    │    │    │    │    │
     │    │    │    │    │         │    │    │    │    │    │    │    │    ├──> Charles Chabot (????-1558), seigneur de 
Chézeaux

     │    │    │    │    │         │    │    │    │    │    │    │    │    │
     │    │    │    │    │         │    │    │    │    │    │    │    │    ├──> Jean Chabot (????-1576), seigneur de 
Chézeaux

     │    │    │    │    │         │    │    │    │    │    │    │    │    │
     │    │    │    │    │         │    │    │    │    │    │    │    │    ├──> François Chabot (????-1558), chanoine
     │    │    │    │    │         │    │    │    │    │    │    │    │    │
     │    │    │    │    │         │    │    │    │    │    │    │    │    ├──> François Chabot, seigneur des Maisons-Neuves et de La Barre
     │    │    │    │    │         │    │    │    │    │    │    │    │    │    x (1568) Anne de Sainte-Amelle
     │    │    │    │    │         │    │    │    │    │    │    │    │    │    │
     │    │    │    │    │         │    │    │    │    │    │    │    │    │    ├──> Jacques Chabot (???? – vers 1634), seigneur des Maisons-Neuves et des Courteaux
     │    │    │    │    │         │    │    │    │    │    │    │    │    │    │    x (1601) Anne Milsendeau
     │    │    │    │    │         │    │    │    │    │    │    │    │    │    │    │
     │    │    │    │    │         │    │    │    │    │    │    │    │    │    │    ├──> Jacques Chabot (???? – vers 1684), seigneur de La Chapelle et du Vollier
     │    │    │    │    │         │    │    │    │    │    │    │    │    │    │    │    x (1632) Renée Laygre
     │    │    │    │    │         │    │    │    │    │    │    │    │    │    │    │    │
     │    │    │    │    │         │    │    │    │    │    │    │    │    │    │    │    ├──> Charles Chabot (1633 – vers 1700), seigneur de Dollé et de La Bourrelière
     │    │    │    │    │         │    │    │    │    │    │    │    │    │    │    │    │    x (1660) Anne Béraudin
     │    │    │    │    │         │    │    │    │    │    │    │    │    │    │    │    │    │
     │    │    │    │    │         │    │    │    │    │    │    │    │    │    │    │    │    ├──> Charles Jacques Chabot (1661-????)
     │    │    │    │    │         │    │    │    │    │    │    │    │    │    │    │    │    │    x (1698) Adrienne de Balon
     │    │    │    │    │         │    │    │    │    │    │    │    │    │    │    │    │    │    │
     │    │    │    │    │         │    │    │    │    │    │    │    │    │    │    │    │    │    └──> Marie Chabot (1708-????)
     │    │    │    │    │         │    │    │    │    │    │    │    │    │    │    │    │    │
     │    │    │    │    │         │    │    │    │    │    │    │    │    │    │    │    │    ├──> Honorée Chabot (1664-????)
     │    │    │    │    │         │    │    │    │    │    │    │    │    │    │    │    │    │
     │    │    │    │    │         │    │    │    │    │    │    │    │    │    │    │    │    ├──> Louis Chabot (1665-????)
     │    │    │    │    │         │    │    │    │    │    │    │    │    │    │    │    │    │
     │    │    │    │    │         │    │    │    │    │    │    │    │    │    │    │    │    ├──> Charles Chabot (1669-????)
     │    │    │    │    │         │    │    │    │    │    │    │    │    │    │    │    │    │
     │    │    │    │    │         │    │    │    │    │    │    │    │    │    │    │    │    ├──> Pierre Chabot (1672-????)
     │    │    │    │    │         │    │    │    │    │    │    │    │    │    │    │    │    │
     │    │    │    │    │         │    │    │    │    │    │    │    │    │    │    │    │    └──> Anne Chabot
     │    │    │    │    │         │    │    │    │    │    │    │    │    │    │    │    │         x (1700) Anselme Dalilay, seigneur d'Aubigny
     │    │    │    │    │         │    │    │    │    │    │    │    │    │    │    │    │
     │    │    │    │    │         │    │    │    │    │    │    │    │    │    │    │    ├──> Louis Chabot, seigneur de La Pinaudière
     │    │    │    │    │         │    │    │    │    │    │    │    │    │    │    │    │
     │    │    │    │    │         │    │    │    │    │    │    │    │    │    │    │    ├──> Henri Chabot, seigneur de La Chapelle
     │    │    │    │    │         │    │    │    │    │    │    │    │    │    │    │    │
     │    │    │    │    │         │    │    │    │    │    │    │    │    │    │    │    ├──> Marie Marguerite Chabot (????-1730)
     │    │    │    │    │         │    │    │    │    │    │    │    │    │    │    │    │    x (1665) Jacques de La Berrurière, seigneur de La Mothe-Bureau
     │    │    │    │    │         │    │    │    │    │    │    │    │    │    │    │    │
     │    │    │    │    │         │    │    │    │    │    │    │    │    │    │    │    ├──> Catherine Chabot
     │    │    │    │    │         │    │    │    │    │    │    │    │    │    │    │    │    x Jacques de Roin, seigneur des Cousteaux
     │    │    │    │    │         │    │    │    │    │    │    │    │    │    │    │    │
     │    │    │    │    │         │    │    │    │    │    │    │    │    │    │    │    x (1665) Cécile Chabiel
     │    │    │    │    │         │    │    │    │    │    │    │    │    │    │    │    │
     │    │    │    │    │         │    │    │    │    │    │    │    │    │    │    │    ├──> Jacques Chabot (1659 – après 1715)
     │    │    │    │    │         │    │    │    │    │    │    │    │    │    │    │    │    x (1706) Marie Éléonore de Bellère
     │    │    │    │    │         │    │    │    │    │    │    │    │    │    │    │    │    │
     │    │    │    │    │         │    │    │    │    │    │    │    │    │    │    │    │    └──> Louis Jacques Chabot (????-1742), seigneur de La Chapelle et de La Chaussée
     │    │    │    │    │         │    │    │    │    │    │    │    │    │    │    │    │         x (1741) Marie Gabrielle Le Bault
     │    │    │    │    │         │    │    │    │    │    │    │    │    │    │    │    │         │
     │    │    │    │    │         │    │    │    │    │    │    │    │    │    │    │    │         └──> Angélique Perside Chabot (1742-1768), dame de La Chaussée
     │    │    │    │    │         │    │    │    │    │    │    │    │    │    │    │    │              x (1761) Pierre André René de Vaucelles (????-1792)
     │    │    │    │    │         │    │    │    │    │    │    │    │    │    │    │    │
     │    │    │    │    │         │    │    │    │    │    │    │    │    │    │    │    ├──> Jacquette Chabot (1668 – après 1706)
     │    │    │    │    │         │    │    │    │    │    │    │    │    │    │    │    │
     │    │    │    │    │         │    │    │    │    │    │    │    │    │    │    │    ├──> Martin Chabot (????-1740), seigneur du Vollier, prieur de Bordière
     │    │    │    │    │         │    │    │    │    │    │    │    │    │    │    │    │
     │    │    │    │    │         │    │    │    │    │    │    │    │    │    │    │    └──> Marie Diane Chabot
     │    │    │    │    │         │    │    │    │    │    │    │    │    │    │    │
     │    │    │    │    │         │    │    │    │    │    │    │    │    │    │    ├──> Louis Chabot (???? – après 1670), seigneur d'
Amberre
, de Bauday et de Noiron
     │    │    │    │    │         │    │    │    │    │    │    │    │    │    │    │    x (1644) Catherine Raymond
     │    │    │    │    │         │    │    │    │    │    │    │    │    │    │    │    │
     │    │    │    │    │         │    │    │    │    │    │    │    │    │    │    │    ├──> Marie Chabot (1655-????)
     │    │    │    │    │         │    │    │    │    │    │    │    │    │    │    │    │
     │    │    │    │    │         │    │    │    │    │    │    │    │    │    │    │    ├──> Jeanne Chabot (1657-????)
     │    │    │    │    │         │    │    │    │    │    │    │    │    │    │    │    │
     │    │    │    │    │         │    │    │    │    │    │    │    │    │    │    │    ├──> Charlotte Chabot (1659-1729)
     │    │    │    │    │         │    │    │    │    │    │    │    │    │    │    │    │
     │    │    │    │    │         │    │    │    │    │    │    │    │    │    │    │    ├──> 
garçon
 Chabot (1660-????)
     │    │    │    │    │         │    │    │    │    │    │    │    │    │    │    │    │
     │    │    │    │    │         │    │    │    │    │    │    │    │    │    │    │    x (1653) Charlotte Le Blanc
     │    │    │    │    │         │    │    │    │    │    │    │    │    │    │    │    │
     │    │    │    │    │         │    │    │    │    │    │    │    │    │    │    │    ├──> Marie Anne Chabot (1667-1708)
     │    │    │    │    │         │    │    │    │    │    │    │    │    │    │    │    │    x (1689) Louis Charles Bégault, seigneur de Baussay
     │    │    │    │    │         │    │    │    │    │    │    │    │    │    │    │    │
     │    │    │    │    │         │    │    │    │    │    │    │    │    │    │    │    ├──> Louis Chabot (1669-1730), seigneur d'
Amberre
 et de 
Brion

     │    │    │    │    │         │    │    │    │    │    │    │    │    │    │    │    │    x (avant 1696) Marie Calixte de Buget
     │    │    │    │    │         │    │    │    │    │    │    │    │    │    │    │    │    │
     │    │    │    │    │         │    │    │    │    │    │    │    │    │    │    │    │    ├──> Marie Madeleine Chabot (1697-1758)
     │    │    │    │    │         │    │    │    │    │    │    │    │    │    │    │    │    │    x (1716) Guy Pierre de L'Étoile, seigneur des Roches
     │    │    │    │    │         │    │    │    │    │    │    │    │    │    │    │    │    │    x (1733) André Fouchier, seigneur de Billy
     │    │    │    │    │         │    │    │    │    │    │    │    │    │    │    │    │    │
     │    │    │    │    │         │    │    │    │    │    │    │    │    │    │    │    │    ├──> Marie Anne Chabot (1699-????)
     │    │    │    │    │         │    │    │    │    │    │    │    │    │    │    │    │    │
     │    │    │    │    │         │    │    │    │    │    │    │    │    │    │    │    │    ├──> Marie Anne Chabot (1700-1765)
     │    │    │    │    │         │    │    │    │    │    │    │    │    │    │    │    │    │    x Antoine Mallet de Hulcot
     │    │    │    │    │         │    │    │    │    │    │    │    │    │    │    │    │    │
     │    │    │    │    │         │    │    │    │    │    │    │    │    │    │    │    │    ├──> Louis Chabot (1702 – après 1736)
     │    │    │    │    │         │    │    │    │    │    │    │    │    │    │    │    │    │
     │    │    │    │    │         │    │    │    │    │    │    │    │    │    │    │    │    ├──> Louis Paul Chabot (1704-1790), seigneur d'
Amberre
 et de 
Brion

     │    │    │    │    │         │    │    │    │    │    │    │    │    │    │    │    │    │    x (1744) Marie Anne Rousseau
     │    │    │    │    │         │    │    │    │    │    │    │    │    │    │    │    │    │    x Marie Louise Mauduyt
     │    │    │    │    │         │    │    │    │    │    │    │    │    │    │    │    │    │
     │    │    │    │    │         │    │    │    │    │    │    │    │    │    │    │    │    ├──> Marie Anne Calixte Chabot (1705-????)
     │    │    │    │    │         │    │    │    │    │    │    │    │    │    │    │    │    │
     │    │    │    │    │         │    │    │    │    │    │    │    │    │    │    │    │    ├──> Marie Marguerite Chabot (1710-????)
     │    │    │    │    │         │    │    │    │    │    │    │    │    │    │    │    │    │
     │    │    │    │    │         │    │    │    │    │    │    │    │    │    │    │    │    x (1721) Marie Anne Laillault
     │    │    │    │    │         │    │    │    │    │    │    │    │    │    │    │    │    │
     │    │    │    │    │         │    │    │    │    │    │    │    │    │    │    │    │    ├──> Louis Pierre Chabot (1722-1733)
     │    │    │    │    │         │    │    │    │    │    │    │    │    │    │    │    │    │
     │    │    │    │    │         │    │    │    │    │    │    │    │    │    │    │    │    ├──> Marie Chabot (1723-????)
     │    │    │    │    │         │    │    │    │    │    │    │    │    │    │    │    │    │
     │    │    │    │    │         │    │    │    │    │    │    │    │    │    │    │    │    ├──> Jean Chabot (1725-????)
     │    │    │    │    │         │    │    │    │    │    │    │    │    │    │    │    │    │
     │    │    │    │    │         │    │    │    │    │    │    │    │    │    │    │    │    └──> Anne Geneviève Chabot (1728-1779)
     │    │    │    │    │         │    │    │    │    │    │    │    │    │    │    │    │
     │    │    │    │    │         │    │    │    │    │    │    │    │    │    │    │    ├──> Pierre Chabot (1673-1724), seigneur du Puy
     │    │    │    │    │         │    │    │    │    │    │    │    │    │    │    │    │    x (1699) Marguerite de 
Vendel

     │    │    │    │    │         │    │    │    │    │    │    │    │    │    │    │    │    │
     │    │    │    │    │         │    │    │    │    │    │    │    │    │    │    │    │    ├──> Pierre Chabot (1700-????)
     │    │    │    │    │         │    │    │    │    │    │    │    │    │    │    │    │    │
     │    │    │    │    │         │    │    │    │    │    │    │    │    │    │    │    │    ├──> Pierre Chabot (1701-1703)
     │    │    │    │    │         │    │    │    │    │    │    │    │    │    │    │    │    │
     │    │    │    │    │         │    │    │    │    │    │    │    │    │    │    │    │    ├──> Jean Chabot (1703-1711)
     │    │    │    │    │         │    │    │    │    │    │    │    │    │    │    │    │    │
     │    │    │    │    │         │    │    │    │    │    │    │    │    │    │    │    │    ├──> Jean Chabot (1705-1748), seigneur du Puy, de Bauday, de 
Sigogne
 et de La Germondière
     │    │    │    │    │         │    │    │    │    │    │    │    │    │    │    │    │    │    x (1729) Anne David
     │    │    │    │    │         │    │    │    │    │    │    │    │    │    │    │    │    │    │
     │    │    │    │    │         │    │    │    │    │    │    │    │    │    │    │    │    │    ├──> Anne Marguerite Chabot (1731-????)
     │    │    │    │    │         │    │    │    │    │    │    │    │    │    │    │    │    │    │
     │    │    │    │    │         │    │    │    │    │    │    │    │    │    │    │    │    │    ├──> Marie Catherine Chabot (1732-????)
     │    │    │    │    │         │    │    │    │    │    │    │    │    │    │    │    │    │    │    x (1749) Charles Gabriel Yongues de 
Sepvret
, seigneur de Baussais
     │    │    │    │    │         │    │    │    │    │    │    │    │    │    │    │    │    │    │
     │    │    │    │    │         │    │    │    │    │    │    │    │    │    │    │    │    │    └──> Jeanne Perrine Chabot (1734-????), dame de Bauday et de 
Sigogne

     │    │    │    │    │         │    │    │    │    │    │    │    │    │    │    │    │    │         x (1753) René Paul de Lestang, seigneur de 
Furigny

     │    │    │    │    │         │    │    │    │    │    │    │    │    │    │    │    │    │
     │    │    │    │    │         │    │    │    │    │    │    │    │    │    │    │    │    ├──> Pierre François Chabot (1706-1767)
     │    │    │    │    │         │    │    │    │    │    │    │    │    │    │    │    │    │    x (1736) Angélique Élisabeth Aymer de Germond
     │    │    │    │    │         │    │    │    │    │    │    │    │    │    │    │    │    │    │
     │    │    │    │    │         │    │    │    │    │    │    │    │    │    │    │    │    │    ├──> Louis Pierre Chabot (1736-????), seigneur 
du Puy
, de 
Marigny-Brizay
 et de Chavan
     │    │    │    │    │         │    │    │    │    │    │    │    │    │    │    │    │    │    │    x (1770) Agathe Le François de 
Courtils

     │    │    │    │    │         │    │    │    │    │    │    │    │    │    │    │    │    │    │    │
     │    │    │    │    │         │    │    │    │    │    │    │    │    │    │    │    │    │    │    ├──> Marie Agathe Adélaïde Chabot (1771-1817)
     │    │    │    │    │         │    │    │    │    │    │    │    │    │    │    │    │    │    │    │    x (1787) Joseph Richard Patrice de Wall (????-1787 à 
Fontainebleau
)
     │    │    │    │    │         │    │    │    │    │    │    │    │    │    │    │    │    │    │    │    x (1791) 
Georges François Pierre de Glandevès
 (????-1832)
     │    │    │    │    │         │    │    │    │    │    │    │    │    │    │    │    │    │    │    │
     │    │    │    │    │         │    │    │    │    │    │    │    │    │    │    │    │    │    │    ├──> Jacques Chabot (1772-1774)
     │    │    │    │    │         │    │    │    │    │    │    │    │    │    │    │    │    │    │    │
     │    │    │    │    │         │    │    │    │    │    │    │    │    │    │    │    │    │    │    └──> Anne Constance Chabot (1774-1797 à 
Fribourg
)
     │    │    │    │    │         │    │    │    │    │    │    │    │    │    │    │    │    │    │         x (1789) Charles Louis Le Bas de 
Bouclans
 (????-1830)
     │    │    │    │    │         │    │    │    │    │    │    │    │    │    │    │    │    │    │
     │    │    │    │    │         │    │    │    │    │    │    │    │    │    │    │    │    │    ├──> Jean-Baptiste Chabot (1738-????)
     │    │    │    │    │         │    │    │    │    │    │    │    │    │    │    │    │    │    │
     │    │    │    │    │         │    │    │    │    │    │    │    │    │    │    │    │    │    ├──> 
Jean-Baptiste Chabot
 (21/02/1740 à 
Marigny-Brizay
 – 28/04/1819 à 
Picpus
), seigneur du Puy, baron de l'Empire, 
évêque de Saint-Claude
 puis 
de Mende
 et 
de Viviers

     │    │    │    │    │         │    │    │    │    │    │    │    │    │    │    │    │    │    │
     │    │    │    │    │         │    │    │    │    │    │    │    │    │    │    │    │    │    ├──> Marie Chabot
     │    │    │    │    │         │    │    │    │    │    │    │    │    │    │    │    │    │    │
     │    │    │    │    │         │    │    │    │    │    │    │    │    │    │    │    │    │    ├──> Marie Marguerite Chabot (???? – après 1770)
     │    │    │    │    │         │    │    │    │    │    │    │    │    │    │    │    │    │    │
     │    │    │    │    │         │    │    │    │    │    │    │    │    │    │    │    │    │    x (1763) Anne Antoinette Le Blanc
     │    │    │    │    │         │    │    │    │    │    │    │    │    │    │    │    │    │
     │    │    │    │    │         │    │    │    │    │    │    │    │    │    │    │    │    └──> Anne Marguerite Chabot (1711-????)
     │    │    │    │    │         │    │    │    │    │    │    │    │    │    │    │    │
     │    │    │    │    │         │    │    │    │    │    │    │    │    │    │    │    x (1666) Madeleine Bonneau
     │    │    │    │    │         │    │    │    │    │    │    │    │    │    │    │
     │    │    │    │    │         │    │    │    │    │    │    │    │    │    │    └──> Pierre Chabot, seigneur de La Pinaudière
     │    │    │    │    │         │    │    │    │    │    │    │    │    │    │
     │    │    │    │    │         │    │    │    │    │    │    │    │    │    ├──> Pierre Chabot (???? – après 1608), seigneur de Maisoncelle, de Dollé et de Cragon
     │    │    │    │    │         │    │    │    │    │    │    │    │    │    │
     │    │    │    │    │         │    │    │    │    │    │    │    │    │    └──> Renée Chabot
     │    │    │    │    │         │    │    │    │    │    │    │    │    │         x (avant 1608) Pierre Thibaudeau, seigneur de La Vourelle
     │    │    │    │    │         │    │    │    │    │    │    │    │    │
     │    │    │    │    │         │    │    │    │    │    │    │    │    ├──> Marguerite Chabot
     │    │    │    │    │         │    │    │    │    │    │    │    │    │    x (1558) Méry de Monts, seigneur d'Espinay
     │    │    │    │    │         │    │    │    │    │    │    │    │    │
     │    │    │    │    │         │    │    │    │    │    │    │    │    ├──> Catherine Chabot
     │    │    │    │    │         │    │    │    │    │    │    │    │    │    x (1558) Louis de Rouziers, seigneur de La Catelinerie
     │    │    │    │    │         │    │    │    │    │    │    │    │    │
     │    │    │    │    │         │    │    │    │    │    │    │    │    └──> Louise Chabot (???? – vers 1550)
     │    │    │    │    │         │    │    │    │    │    │    │    │
     │    │    │    │    │         │    │    │    │    │    │    │    ├──> Antoine Chabot (????-1543)
     │    │    │    │    │         │    │    │    │    │    │    │    │    x …
     │    │    │    │    │         │    │    │    │    │    │    │    │    │
     │    │    │    │    │         │    │    │    │    │    │    │    │    ├──> François Chabot, seigneur de Baysne
     │    │    │    │    │         │    │    │    │    │    │    │    │    │    x (vers 1570) Marie Durgot
     │    │    │    │    │         │    │    │    │    │    │    │    │    │    │
     │    │    │    │    │         │    │    │    │    │    │    │    │    │    ├──> Bernard Chabot (1581-????), seigneur de Baysne
     │    │    │    │    │         │    │    │    │    │    │    │    │    │    │
     │    │    │    │    │         │    │    │    │    │    │    │    │    │    └──> Marie Chabot
     │    │    │    │    │         │    │    │    │    │    │    │    │    │         x Abraham de Chalbris
     │    │    │    │    │         │    │    │    │    │    │    │    │    │
     │    │    │    │    │         │    │    │    │    │    │    │    │    ├──> Renée Chabot (???? – après 1543)
     │    │    │    │    │         │    │    │    │    │    │    │    │    │
     │    │    │    │    │         │    │    │    │    │    │    │    │    └──> Françoise Chabot (???? – après 1543)
     │    │    │    │    │         │    │    │    │    │    │    │    │
     │    │    │    │    │         │    │    │    │    │    │    │    └──> Françoise Chabot
     │    │    │    │    │         │    │    │    │    │    │    │         x Jean Janvre, seigneur des Loges
     │    │    │    │    │         │    │    │    │    │    │    │
     │    │    │    │    │         │    │    │    │    │    │    └──> Jeanne Chabot
     │    │    │    │    │         │    │    │    │    │    │         x (vers 1465) Jean de 
Saint-Gelais
, seigneur de Séligné
     │    │    │    │    │         │    │    │    │    │    │
     │    │    │    │    │         │    │    │    │    │    ├──> Isabeau Chabot, religieuse
     │    │    │    │    │         │    │    │    │    │    │
     │    │    │    │    │         │    │    │    │    │    ├──> Jeanne Chabot, religieuse
     │    │    │    │    │         │    │    │    │    │    │
     │    │    │    │    │         │    │    │    │    │    └──> Marguerite Chabot
     │    │    │    │    │         │    │    │    │    │         x Jean de Séligné
     │    │    │    │    │         │    │    │    │    │
     │    │    │    │    │         │    │    │    │    ├──> Sébrand Chabot (???? – vers 1399), seigneur de 
Pressigny

     │    │    │    │    │         │    │    │    │    │
     │    │    │    │    │         │    │    │    │    └──> Marie Chabot (????-1353)
     │    │    │    │    │         │    │    │    │         x (vers 1340) Maurice de Volvire (1300-1350), seigneur de 
Nieuil
, de Péhant, de 
Châteauneuf en Gastine
, de 
Chassenon
, de Fresnay, de 
La Roche-Hervé
, de Bertais, de Tentenio et de 
Rocheservière

     │    │    │    │    │         │    │    │    │
     │    │    │    │    │         │    │    │    ├──> Aumur Chabot
     │    │    │    │    │         │    │    │    │
     │    │    │    │    │         │    │    │    └──> Raoul Chabot (???? – vers 1325)
     │    │    │    │    │         │    │    │
     │    │    │    │    │         │    │    ├──> Mahaut Chabot
     │    │    │    │    │         │    │    │    x Savary de Savonne, seigneur de Bourgouin
     │    │    │    │    │         │    │    │
     │    │    │    │    │         │    │    ├──> Agnès Chabot (???? – après 1299)
     │    │    │    │    │         │    │    │    x (1273) Thibaut de 
Beaumont
 (???? – vers 1290), seigneur de 
Bressuire

     │    │    │    │    │         │    │    │
     │    │    │    │    │         │    │    └──> Anne Chabot
     │    │    │    │    │         │    │         x Ebles 
de Rochefort
, seigneur de Faye
     │    │    │    │    │         │    │
     │    │    │    │    │         │    ├──> Marguerite Chabot (vers 1220 – ????)
     │    │    │    │    │         │    │    x (
juin 1243
) Guillaume de 
Beaumont
, seigneur de 
Glenay

     │    │    │    │    │         │    │
     │    │    │    │    │         │    ├──> Olive Chabot (1230-1278)
     │    │    │    │    │         │    │    x 
Hervé II de Blain
 (1235 – après 1278), co-seigneur de 
Pontchâteau

     │    │    │    │    │         │    │
     │    │    │    │    │         │    ├──> Gérard Chabot (avant 1285 – 1304)
     │    │    │    │    │         │    │
     │    │    │    │    │         │    ├──> Agnès Chabot
     │    │    │    │    │         │    │    x Jean de Vergier
     │    │    │    │    │         │    │
     │    │    │    │    │         │    └──> Guillaume Chabot, seigneur de 
Chantemerle

     │    │    │    │    │         │
     │    │    │    │    │         ├──> 
Gérard I
er
 Chabot
 (vers 1197 – vers 1264) dit « Gérard I
er
 de Retz », seigneur de 
Retz
, de 
Machecoul
, de 
La Mothe-Achard
 et de 
La Maurière/La Morière

     │    │    │    │    │         │    x (avant 1244) Tiphaine de Montfort
     │    │    │    │    │         │    x (vers 1244) 
Eustachie « Aliette » de Retz
 (vers 1228 – vers 1265), dame de 
Retz
, de 
Machecoul
, de 
Pornic
, de 
Falleron
 et de 
Froidfond

     │    │    │    │    │         │    │
     │    │    │    │    │         │    ├──> Belle-Assez Chabot (vers 1244 – avant 1275)
     │    │    │    │    │         │    │    x Briant Le Bœuf
     │    │    │    │    │         │    │
     │    │    │    │    │         │    ├──> 
Gérard II Chabot
 (vers 1245 – 1298) dit « Gérard II de Retz », seigneur de 
Retz
, de 
Machecoul
, de 
Château-Gontier
, 
La Mothe-Achard
, de 
La Maurière
, de 
Falleron
 et de 
Froidfond

     │    │    │    │    │         │    │    x (1264) Emma de 
La Jaille
 (vers 1245 – avant 1269), dame de 
Château-Gontier

     │    │    │    │    │         │    │    │
     │    │    │    │    │         │    │    ├──> Eustachie Chabot (1256 – vers 1285)
     │    │    │    │    │         │    │    │    x (10/10/1271) 
Jean I
er
 de Machecoul
 (vers 1255 – 28/11/1308), seigneur de 
Machecoul
, de Coché, de 
La Bénate
, de 
Bourgneuf-en-Retz
, du 
Coutumier
 et de 
Bouin

     │    │    │    │    │         │    │    │
     │    │    │    │    │         │    │    ├──> Isabeau Chabot (vers 1269 – 1289)
     │    │    │    │    │         │    │    │    x (
juin 1284
) 
Olivier II de Machecoul
 (1273 – 
mars 1310
), seigneur de 
Saint-Philbert-de-Grand-Lieu

     │    │    │    │    │         │    │    │
     │    │    │    │    │         │    │    ├──> Thibaut Chabot, évêque de 
Dol

     │    │    │    │    │         │    │    │
     │    │    │    │    │         │    │    ├──> Guillaume Chabot, seigneur de 
La Mothe-Achard

     │    │    │    │    │         │    │    │
     │    │    │    │    │         │    │    x (vers 1274) Jeanne 
de Craon
 (vers 1260 – avant 1289), dame de 
Chalocé

     │    │    │    │    │         │    │    │
     │    │    │    │    │         │    │    ├──> 
Gérard III Chabot
 (vers 1280 – avant 1338) dit « Gérard III de Retz 
le Benoist
 », seigneur de 
Retz
 et de 
Machecoul

     │    │    │    │    │         │    │    │    x (14/07/1299) Marie Clémence de 
Parthenay
 (vers 1280 – après 1359), dame de 
Parthenay
, de 
Saint-Étienne-de-Mer-Morte
 et de 
La Mothe-Achard

     │    │    │    │    │         │    │    │    │
     │    │    │    │    │         │    │    │    ├──> 
Gérard IV Chabot
 (vers 1300 – 15/09/1344 à 
La Roche-Derrien
) dit « Gérard IV de Retz », seigneur puis baron de 
Retz
, 
seigneur de
 
Machecoul
, de 
La Mothe-Achard
 et d'
Avrilly/Avrillé

     │    │    │    │    │         │    │    │    │    x 
Catherine
 
de Montmorency
-
Laval
 (vers 1300 – après 1344), dame d'
Avrilly

     │    │    │    │    │         │    │    │    │    │
     │    │    │    │    │         │    │    │    │    └──> 
Gérard V Chabot
 (vers 1320 – vers 1399) dit « Gérard V de Retz », baron de 
Retz
, seigneur de 
Machecoul
, de 
La Mothe-Achard
 et d'
Avrilly

     │    │    │    │    │         │    │    │    │         x Philippa Bertrand (vers 1320 – après 1398), dame de 
Roncheville

     │    │    │    │    │         │    │    │    │         │
     │    │    │    │    │         │    │    │    │         ├──> 
Jeanne Chabot
 (1331-16/01/1406) dite « Jeanne de Retz 
la Sage
 », baronne de 
Retz
, dame de 
Machecoul
, de 
La Mothe-Achard
, d'
Avrilly
, de 
Chateaulin-sur-Trieu
, de 
Rosporden
 et de 
Fouesnant

     │    │    │    │    │         │    │    │    │         │    x (1375) Roger Roger de Beaufort (1342-1389), seigneur de Chambon, de Rosiers, de La Bastide et de 
Margerides

     │    │    │    │    │         │    │    │    │         │    x (08/06/1379) Jean de 
Parthenay
 (????-1427), 
sénéchal
 du 
Poitou
, seigneur de 
Parthenay
, de 
Mathefelon
, de 
Secondigny
, de 
Coudray-Salbart
, de 
Mervent
 et de 
Châtelaillon

     │    │    │    │    │         │    │    │    │         │    x François de 
Chauvigné

     │    │    │    │    │         │    │    │    │         │
     │    │    │    │    │         │    │    │    │         └──> Gérard VI Chabot (1344-1364) dit « Gérard VI de 
Retz
 », baron de 
Retz
, seigneur de 
La Mothe-Achard
 et d'
Avrilly

     │    │    │    │    │         │    │    │    │              x (avant 1364) 
Marguerite de Sancerre
 (vers 1358 – 1419), 
comtesse de Sancerre
, dame de 
Sagonne
, de 
Marmande
, de 
Charenton-du-Cher
, de 
Meillant
, dame de 
Faye-la-Vineuse

     │    │    │    │    │         │    │    │    │
     │    │    │    │    │         │    │    │    ├──> Jeanne Chabot (vers 1300 – 1341) dite « Jeanne de Retz 
la Folle
 », dame de 
Retz

     │    │    │    │    │         │    │    │    │    x (14/07/1299) 
Foulques I
er
 de Montmorency-Laval
 (????-1358), seigneur de Challouyau
     │    │    │    │    │         │    │    │    │    x (avant 1333) Jean 
de La Musse-Ponthus
, seigneur de Ponthus et de Challouyau
     │    │    │    │    │         │    │    │    │
     │    │    │    │    │         │    │    │    └──> Marguerite Chabot (????-1333)
     │    │    │    │    │         │    │    │         x (1323) 
Hervé
 
de Léon
, seigneur de 
Noyon

     │    │    │    │    │         │    │    │
     │    │    │    │    │         │    │    x (avant 1289) Marguerite des Barres (vers 1265 – ????)
     │    │    │    │    │         │    │
     │    │    │    │    │         │    ├──> Agnès Chabot (vers 1245 – ????)
     │    │    │    │    │         │    │    x (vers 1270) Thibaut IV de 
Beaumont
-
Bressuire
 (vers 1230 – avant 1290), seigneur de 
Bressuire

     │    │    │    │    │         │    │
     │    │    │    │    │         │    ├──> Guillaume Chabot (vers 1248 – avant 1288 en 
Sicile
), seigneur de 
La Mothe-Achard
, de La Maurière (la Morière, à 
Vairé
), de 
Saint-Hilaire-le-Vouhis
, de 
Falleron
 et de 
La Saussaye

     │    │    │    │    │         │    │    x Guillemette de Pressay
     │    │    │    │    │         │    │    │
     │    │    │    │    │         │    │    ├──> Simon Chabot (???? – après 1351)
     │    │    │    │    │         │    │    │
     │    │    │    │    │         │    │    x (avant 1321) Marguerite de 
Bourgneuf
 (vers 1285 – ????)
     │    │    │    │    │         │    │
     │    │    │    │    │         │    ├──> Raoul Chabot (????-1288)
     │    │    │    │    │         │    │
     │    │    │    │    │         │    └──> Eustachie Chabot (???? – avant 1279)
     │    │    │    │    │         │         x Béraud de 
Maillé

     │    │    │    │    │         │
     │    │    │    │    │         ├──> Jeanne Chabot
     │    │    │    │    │         │    x Pierre Marbeuf, seigneur de L'Étang
     │    │    │    │    │         │
     │    │    │    │    │         └──> Sébrand Chabot (???? – vers 1278) dit « 
le Prud'homme
 », seigneur de 
La Grève
, de 
Rocheservière
 et 
des Essarts

     │    │    │    │    │              x Amicie
     │    │    │    │    │
     │    │    │    │    ├──> Alix Chabot (vers 1155 – avant 1215)
     │    │    │    │    │    x (1180) Raoul de 
Mauléon

     │    │    │    │    │
     │    │    │    │    ├──> Eustachie Chabot (vers 1160 – 1229), dame de 
Vouvant
 et de 
Mervent

     │    │    │    │    │    x (avant 1200) 
Geoffroy de Lusignan
 (????-1224), comte de Jaffa et de Césarée
     │    │    │    │    │
     │    │    │    │    ├──> Agnès Chabot (????-1203)
     │    │    │    │    │    x (1170) Pierre de 
La Garnache

     │    │    │    │    │
     │    │    │    │    x Aliénor de Châteaumur (vers 1120 – avant 1140), dame de 
Châteaumur

     │    │    │    │
     │    │    │    ├──> Ameline Chabot (???? – après 1150), religieuse à 
Fontevraud-l'Abbaye

     │    │    │    │    x Pierre Lunel
     │    │    │    │
     │    │    │    ├──> Garnier Chabot (???? – après 1152)
     │    │    │    │
     │    │    │    ├──> Pierre Chabot (???? – après 1152)
     │    │    │    │
     │    │    │    ├──> Sébrand Chabot (????-1198), archidiacre de 
Thouars
 en l'église de 
Poitiers
, écolâtre en l'église de 
Cambrai
, évêque de 
Limoges

     │    │    │    │
     │    │    │    x Adélie du 
Puy du Fou

     │    │    │
     │    │    ├──> Béline Chabot (???? – après 1120)
     │    │    │
     │    │    ├──> Briant Chabot (???? – après 1151)
     │    │    │
     │    │    └──> Gaudin Chabot (???? – après 1148)
     │    │
     │    ├──> Raoul Chabot
     │    │
     │    ├──> Airard Chabot
     │    │
     │    └──> Pierre Chabot, seigneur de La Tour
     │
     ├──> Eudes Chabot (???? – après 1086)
     │
     ├──> Ithier Chabot (????-1093), évêque de 
Limoges

     │
     └──> Thibaut Chabot
```